# Вооружённые силы Российской Федерации
Вооружённые си́лы Росси́йской Федера́ции (сокр. ВС РФ, согласно Приложению № 11 к Уставу внутренней службы Вооружённых сил Российской Федерации, сокращение ВС РФ предусмотрено на надписях, на вывесках у входов в здания организаций Вооружённых сил; на военной форме одежды официально предусмотрены нашивки с надписью «Вооружённые си́лы Росси́и») — государственная военная организация Российской Федерации, предназначенная для отражения агрессии, направленной против неё, для вооружённой защиты территориальной целостности и неприкосновенности её территории, а также для выполнения задач в соответствии с международными договорами.
Вооружённые силы Российской Федерации имеют первый по величине ядерный арсенал в мире и хорошо развитую систему средств доставки ядерного оружия. По мнению большинства мировых военных экспертов, российская армия является одной из сильнейших армий мира, уступая по некоторым показателям лишь вооружённым силам США. Мобилизационный ресурс России оценивается в 31 млн человек.
Вооружённые силы Российской Федерации были созданы 7 мая 1992 года на основе бывших Вооружённых сил СССР, дислоцировавшихся на территории РСФСР, а также группировки войск и сил флота за пределами России (см. Список российских военных объектов за рубежом). На то время они насчитывали 2,88 млн человек.

## Символика
- Знамя Вооружённых сил Российской Федерации
- Эмблема Верховного главнокомандующего Вооружёнными силами Российской Федерации
- Список флагов Вооружённых сил России
- Список военно-морских флагов Российской Федерации
- Список штандартов Вооружённых сил России

## Командование

Эмблема Верховного главнокомандующего Вооружёнными силами Российской Федерации

Верховным главнокомандующим Вооружёнными силами Российской Федерации является президент Российской Федерации — Владимир Владимирович Путин. В случае агрессии против России или непосредственной угрозы агрессии он вводит на территории России или в отдельных её местностях военное положение, с целью создания условий для её отражения или предотвращения, с незамедлительным сообщением об этом Совету Федерации и Государственной думе для утверждения соответствующего указа.
Для решения вопроса о возможности использования Вооружённых сил России за пределами её территории необходимо соответствующее постановление Совета Федерации. В мирное время глава государства осуществляет общее политическое руководство Вооружёнными силами России, а в военное время непосредственно руководит обороной государства и его Вооружёнными силами.
Президент России также формирует и возглавляет Совет безопасности Российской Федерации, утверждает военную доктрину России, назначает и освобождает от обязанностей высшее командование Вооружённых сил. Президент в качестве Верховного главнокомандующего утверждает концепцию и планы строительства Вооружённых сил России, мобилизационный план Вооружённых сил, мобилизационные планы экономики, план гражданской обороны и другие акты в сфере военного строительства. Глава государства утверждает также общевойсковые уставы, положения о Министерстве обороны и Генеральном штабе. Президент ежегодно издаёт указы о призыве на военную службу, об увольнении в запас лиц определённых возрастов, отслуживших в Вооружённых силах, подписывает международные договоры о совместной обороне и военном сотрудничестве.

### Министерство обороны Российской Федерации

Штандарт министра обороны Российской Федерации

Министерство обороны Российской Федерации (Минобороны России) является органом управления Вооружёнными силами Российской Федерации. К основным задачам Минобороны России относятся выработка и проведение государственной политики в области обороны; нормативно-правовое регулирование в области обороны; организация применения Вооружённых сил Российской Федерации в соответствии с федеральным законодательством и международными договорами России; поддержание в необходимой готовности Вооружённых сил; осуществление мероприятий по строительству Вооружённых сил; обеспечение социальной защиты военнослужащих, лиц гражданского персонала Вооружённых сил, граждан, уволенных с военной службы, и членов их семей; выработка и реализация государственной политики в области международного военного сотрудничества. Министерство осуществляет свою деятельность непосредственно и через органы управления военных округов, иные органы военного управления, территориальные органы, военные комиссариаты. Для взаимодействия со СМИ и гражданскими лицами в Министерстве обороны создан Департамент информации и массовых коммуникаций.
Министерство обороны возглавляет министр обороны Российской Федерации, назначаемый на должность и освобождаемый от должности президентом России по представлению председателя Правительства России. Министр подчиняется непосредственно президенту России, а по вопросам, отнесённым Конституцией России, федеральными конституционными законами, федеральными законами и указами президента к ведению правительства России, — председателю Правительства Российской Федерации. Министр несёт персональную ответственность за решение задач и реализацию полномочий, возложенных на Минобороны России и Вооружённые силы России, и осуществляет свою деятельность на основе единоначалия. В министерстве работает коллегия в составе министра, его первых заместителей и заместителей, начальников служб министерства, главнокомандующих видами вооружённых сил.
Действующий министр обороны Российской Федерации — Андрей Рэмович Белоусов.

### Генеральный штаб Вооружённых сил Российской Федерации

Штандарт начальника Генерального штаба

Генеральный штаб Вооружённых сил Российской Федерации (Генштаб) — центральный орган военного управления и основной орган оперативного управления Вооружёнными силами. Генштаб осуществляет координацию деятельности пограничной службы ФСБ и органов Федеральной службы безопасности, войск национальной гвардии, железнодорожных войск, федерального органа специальной связи и информации, войск гражданской обороны, инженерно-технических и дорожно-строительных воинских формирований, Службы внешней разведки, федеральных органов государственной охраны, федерального органа обеспечения мобилизационной подготовки органов государственной власти по выполнению задач в области обороны, строительства и развития вооружённых сил, а также их применения. Генеральный штаб состоит из главных управлений, управлений и иных структурных подразделений.
К основным задачам Генштаба относятся осуществление стратегического планирования применения Вооружённых сил России, других войск, воинских формирований и органов с учётом их задач и военно-административного деления страны; проведение оперативной и мобилизационной подготовки вооружённых сил; перевод вооружённых сил на организацию и состав военного времени, организация стратегического и мобилизационного развёртывания вооружённых сил, других войск, воинских формирований и органов; координация деятельности по проведению в Российской Федерации мероприятий по воинскому учёту; организация разведывательной деятельности в целях обороны и безопасности; планирование и организация связи; топогеодезическое обеспечение вооружённых сил; осуществление мероприятий, связанных с защитой государственной тайны; проведение военно-научных исследований. Действующий начальник Генерального штаба Вооружённых сил Российской Федерации — Герой Российской Федерации генерал армии Валерий Герасимов (с 9 ноября 2012 года).

## История

Знамя Вооружённых сил Российской Федерации. Лицевая сторона знамени

Знамя Вооружённых сил Российской Федерации. Оборотная сторона знамени

Из-за неприятия большинством народных депутатов РСФСР идеи о создании самостоятельных вооружённых сил в 1991 году вначале было создано не республиканское министерство обороны, а Государственный комитет РСФСР по общественной безопасности и взаимодействию с Министерством обороны СССР и КГБ СССР. После трагических событий в Вильнюсе 13 января 1991 года председатель Верховного Совета РСФСР Борис Ельцин выступает с инициативой о создании республиканской армии. 31 января 1991 года Госкомитет по общественной безопасности был преобразован в Государственный комитет РСФСР по обороне и безопасности, во главе которого встал генерал армии Константин Кобец. В течение 1991 года Комитет неоднократно преобразовывался и переименовывался. С 19 августа (день попытки Августовского путча) по 9 сентября 1991 года временно функционировало Министерство обороны РСФСР.
Также президентом России Б. Н. Ельциным была предпринята попытка создать Национальную гвардию РСФСР, начался даже приём добровольцев. До 1995 года планировалось сформировать не менее 11 бригад численностью по 3—5 тыс. человек, общей численностью не более 100 тыс. человек. Части Национальной гвардии предполагалось развернуть в 10 регионах, в том числе в Москве (три бригады), в Санкт-Петербурге (две бригады) и в ряде других важных городов и районов. Были подготовлены положения о структуре, методах комплектования и задачах Национальной гвардии. К концу сентября 1991 года в Москве в ряды Национальной гвардии успели записаться около 15 тыс. человек, большинство из которых — военнослужащие ВС СССР. В конце концов проект указа «О временном положении о Российской гвардии» так и не был подписан.
После Беловежских соглашений 21 декабря 1991 года государствами-участниками СНГ был подписан протокол о временном возложении на последнего министра обороны СССР маршала авиации Евгения Шапошникова командования вооружёнными силами на их территории, в том числе стратегическими ядерными силами. 14 февраля 1992 года он формально стал Верховным главнокомандующим Объединёнными вооружёнными силами СНГ (ОВС СНГ), а Министерство обороны СССР преобразовано в Главное командование ОВС СНГ.
16 марта 1992 года указом президента России Б. Н. Ельцина были созданы Вооружённые силы Российской Федерации в оперативном подчинении Главного командования ОВС СНГ, а также Министерство обороны, которое возглавил сам президент. 7 мая 1992 года был подписан указ о создании самостоятельных вооружённых сил России, а Б. Н. Ельцин возложил на себя обязанности Верховного главнокомандующего. Первым министром обороны Российской Федерации стал генерал армии Павел Грачёв.

### 1990-е годы
В состав Вооружённых сил Российской Федерации вошли управления, объединения, соединения, воинские части, учреждения, военно-учебные заведения, предприятия и организации Вооружённых сил СССР, по состоянию на май 1992 года располагавшиеся на территории России, а также находившиеся под российской юрисдикцией войска (силы) Закавказского военного округа, Западной, Северной и Северо-Западной групп войск, Черноморского и Балтийского флотов, Каспийской флотилии, 14-й армии, пограничников в Таджикистане, групп войск в Монголии, на Кубе и в некоторых других странах общей численностью 2,88 млн человек.
В рамках реформирования Вооружённых сил России в Генштабе была разработана концепция Мобильных сил. Мобильные силы должны были представлять собой 5 отдельных мотострелковых бригад, укомплектованных по штатам военного времени (95—100 %) с единым штатом и вооружением. Таким образом планировалось избавиться от громоздкого мобилизационного механизма, а в дальнейшем перевести Вооружённые силы целиком на контрактную основу. Однако к концу 1993 года были сформированы лишь три таких бригады: 74-я, 131-я и 136-я, при этом не удалось ни свести бригады к единому штату (по штату различались даже батальоны в составе одной бригады), ни укомплектовать их по штатам военного времени. Недоукомплектованность частей была настолько значительной, что в начале Первой чеченской войны (1994—1996 годы) министр обороны Павел Грачёв просил президента Бориса Ельцина дать санкцию на ограниченную мобилизацию, на что получил отказ, и Объединённую группировку войск в Чечне пришлось формировать из частей со всех военных округов. Первая чеченская война выявила также серьёзные недостатки в управлении войсками.
После Первой чеченской войны новым министром обороны был назначен Игорь Родионов, а в 1997 году — Игорь Сергеев. Была предпринята новая попытка создать полностью укомплектованные части с единым штатом. В итоге к 1998 году в Вооружённых силах России появились 4 категории частей и соединений:
- постоянной готовности (укомплектованность личным составом — 95—100 % от штата военного времени);
- сокращённого состава (укомплектованность — до 70 %);
- базы хранения вооружения и военной техники (укомплектованность — 5—10 %);
- кадрированные (укомплектованность — 5—10 %).

Вместе с тем перевод Вооружённых сил России на контрактный способ комплектования не представлялся возможным из-за недостаточного финансирования, в то время как этот вопрос стал болезненным в российском обществе на фоне потерь в Первой чеченской войне. При этом удалось лишь незначительно увеличить долю контрактников в Вооружённых силах. К этому времени численность Вооружённых сил России была сокращена более чем в два раза — до 1,21 млн человек.
Во Второй чеченской войне (1999—2006 годы) Объединённая группировка войск формировалась из частей постоянной готовности сухопутных войск, а также Воздушно-десантных войск. С конца 1999 года доля контрактников в Чечне начала расти, достигнув в 2003 году 45 %.

### 2000-е годы

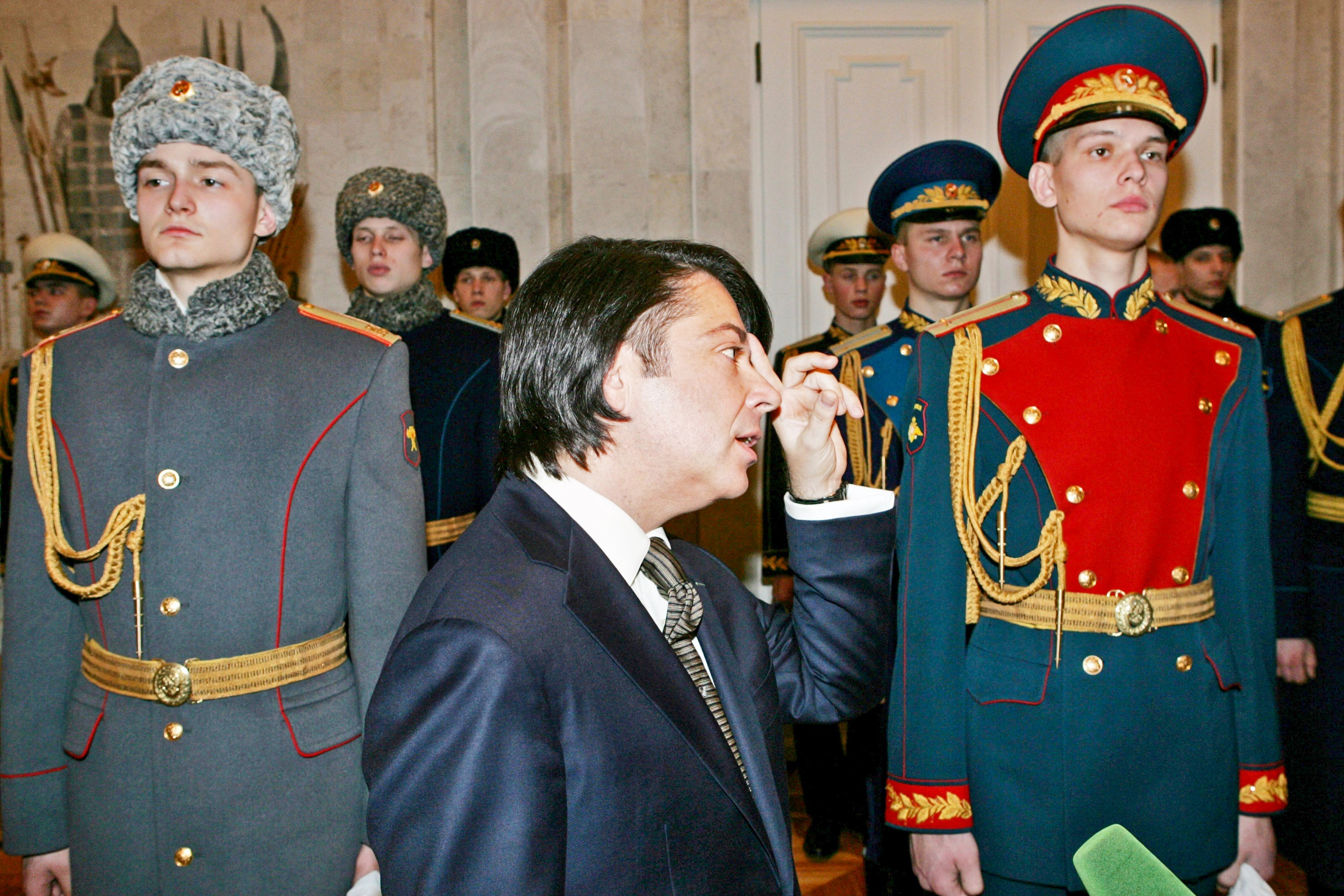
Демонстрация президенту России образцов новой военной формы. Январь 2008 года
В 2001 году министерство обороны России возглавил Сергей Иванов. После окончания активной фазы боевых действий в Чечне решено было вернуться к предлагавшимся при Павле Грачёве планам перехода на контрактное комплектование войск: при этом, если части постоянной готовности должны были быть переведены на контрактную основу, то остальные части и соединения, базы хранения вооружений и техники и различные учреждения по-прежнему предлагалось комплектовать срочниками. В 2003 году началось осуществление соответствующей Федеральной целевой программы.
В разработке военной реформы этого периода участвовало как Министерство обороны, так и Институт экономики переходного периода (ИЭПП) во главе с Егором Гайдаром. При этом в варианте реформ, предложенном ИЭПП, ключевым элементом была «реформа системы комплектования Вооружённых сил», а в варианте Министерства обороны в качестве основной задачи было выдвинуто «создание соединений постоянной готовности, причём не всех, а той их части из состава Сухопутных войск, Воздушно-десантных войск и Морской пехоты, которые Генеральный штаб отнёс к этой категории». В итоге, реформирование этого периода носило вариант компромисса между этими двумя программами. Так, например, предложенное Егором Гайдаром ограничение срочной службы шестью-восемью месяцами, не было принято. Но был принят поэтапный план сокращения срока службы с двух лет до одного года.
Первой частью, переведённой на комплектование по контракту, стал воздушно-десантный полк в составе 76-й гвардейской десантно-штурмовой дивизии, а с 2005 года на контрактную основу начали переводить другие части и соединения постоянной готовности. Однако данная программа также не увенчалась успехом из-за невысокого денежного довольствия, непростых условий службы и отсутствия социальной инфраструктуры в местах несения службы военнослужащими по контракту.
В 2005 году началась также работа по оптимизации системы управления Вооружёнными силами России. По замыслу начальника Генштаба Юрия Балуевского планировалось создать три региональных командования, которым подчинялись бы части всех видов и родов войск. На основе Московского и Ленинградского военных округов, Балтийского и Северного флотов, а также бывшего Московского военного округа ВВС и ПВО предполагалось создать Западное региональное командование; на основе части Приволжско-Уральского военного округа и Северо-Кавказского военного округа, а также Каспийской флотилии — Южное региональное командование; на основе части Приволжско-Уральского, Сибирского и Дальневосточного военных округов и Тихоокеанского флота — Восточное региональное командование. Региональным командованиям должны были быть переподчинены все части центрального подчинения в регионах. При этом главные командования видов и родов войск планировалось упразднить. Реализация этих замыслов была отложена на 2010—2015 годы из-за сбоев в программе по переводу войск на контрактную основу, на что срочно перенаправили основную часть финансовых средств.
Тем не менее, при Анатолии Сердюкове, сменившем Сергея Иванова в 2007 году, вернулись к идее создания региональных командований. Решили начать с Восточного командования. Был разработан штат для командования и определено место дислокации — Улан-Удэ. В январе 2008 года Восточное региональное командование было создано, но на совместных учениях частей Сибирского и Дальневосточного военных округов в марте-апреле оно показало свою неэффективность, и уже в мае того же года расформировано.
В 2006 году была запущена Российская государственная программа развития вооружений на 2007—2015 годы.
Уже в сентябре — октябре 2008 года объявлено о переходе Вооружённых сил Российской Федерации на «новый облик» и о новой радикальной военной реформе. Она была призвана повысить мобильность и боеспособность российской армии, улучшить согласованность действий разных видов вооружённых сил и родов войск.
В ходе военной реформы полностью реорганизовано военно-административное устройство Российской Федерации. Вместо шести военных округов были созданы четыре округа, при этом штабам округов были переподчинены все объединения, соединения и части ВВС, ВМФ и ВДВ.
Система управления Сухопутными войсками была упрощена, благодаря исключению дивизионного звена. Организационные изменения в войсках сопровождались резким наращиванием темпов роста военных расходов, которые увеличились с менее чем 1 трлн рублей в 2008 году до 2,15 трлн рублей в 2013 году. Это, а также ряд других мер, позволили форсировать перевооружение войск, существенно увеличить интенсивность боевой подготовки, повысить денежное довольствие военнослужащих.

С 2013 года началось возвращение полков и дивизий вместо бригад в организационную структуру российской армии.

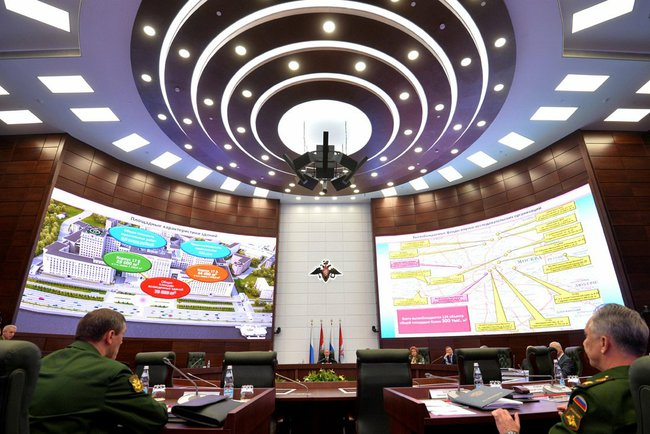
Зал управления и взаимодействия Национального центра управления обороной Российской Федерации

### 2010-е годы
С 2012 по 2020 годы арсенал крылатых ракет большой дальности в распоряжении Вооружённых сил России увеличился в 37 раз, количество носителей крылатых ракет большой дальности выросло в 13 раз.
В 2015 году переформирована 20-я гвардейская общевойсковая армия и вновь сформирована 1-я гвардейская танковая армия.

### 2020-е годы
Указом президента от 25 августа штатная численность ВС РФ с 1 января 2023 года увеличена на 137 тысяч — с 1 013 628 до 1 150 628 военнослужащих. 21 декабря 2022 года министр обороны Сергей Шойгу выступил с инициативой о новом увеличении численности Вооружённых сил ещё 350 тысяч — до 1,5 миллиона человек, в том числе служащих по контракту — до 695 тысяч, что было поддержано президентом. Также министр предложил воссоздать «два межвидовых стратегических территориальных объединения Вооружённых сил — Московский и Ленинградский военные округа» и вместе с тем, имея ввиду стремление НАТО к увеличению военного потенциала рядом с границами России, — усилить группировку войск на северо-западе страны. Сергей Шойгу заявил о необходимости формирования трёх новых дивизий в составе общевойсковых объединений в Херсонской и Запорожской областях, а также армейского корпуса в Карелии, усиления семи мотострелковых бригад до уровня дивизий. В мае 2023 года начальник Главного организационно-мобилизационного управления генерал-полковник Евгений Бурдинский в интервью журналу «Военные комиссариаты России» рассказал о запланированым мероприятиях по формированию общевойсковой и воздушной армий, армейского корпуса, Азовского военно-морского района, пяти дивизий и 26-ти бригад, создания Московского и Ленинградского военных округов.
По информации министра обороны России Сергея Шойгу на май 2023 года, с начала полномасштабного российского вторжения на Украину в рядах ВС РФ прошли обучение более 120 тысяч специалистов, непосредственно для группировок войск — 21 тысяча. Среди них около пяти тысяч — для танков Т-90М «Прорыв», БМП-2М с боевым модулем «Бережок», БМП-3, а также разнообразных БПЛА.
Всего с начала вторжения было сформировано 2 новых соединения (3-й армейский корпус численностью около 15 тысяч человек и 72-я мотострелковая бригада в его составе), однако по заявлению министра обороны Сергея Шойгу к концу июня планируется сформировать резервную армию и новый армейский корпус(ранее по данным ISW РФ сформировала 40-й армейский корпус и 25-ю общевойсковую армию из новобранцев Дальнего Востока), а также добавить 5 полков к 1-й гвардейской танковой армии и 20-й гвардейской общевойсковой армии. По заявлению Сергея Шойгу эти 5 полков по состоянию на 22 июня уже укомплектованы и оснащены на 60 %, а всего по его словам удалось набрать 114 тысяч контрактников и 52 тысячи добровольцев.

## Участие в военных конфликтах
С первых лет существования Российской Федерации как независимого государства, российские войска были втянуты в ряд войн и вооружённых конфликтов на пространстве бывшего Советского Союза:
- Карабахский конфликт;
- Вооружённый конфликт в Приднестровье (1992);
- Гражданская война в Таджикистане (1992—1997);
- Война в Южной Осетии (1991—1992);
Военный переворот в Грузии (1991—1992);
Гражданская война в Грузии (1993);
Война в Абхазии (1992—1993);
- Осетино-ингушский конфликт (1992).

С 1994 по 2009 годы российские войска принимали участие в первой и второй чеченских войнах. С 2009 года участвуют в борьбе с исламистским подпольем на Северном Кавказе.
В июне 1999 года российские военные заняли аэропорт «Слатина» в Приштине (ныне — столица частично признанной Республики Косово). На фоне бомбардировок Югославии данная военная операция привела к конфронтации сил России и НАТО, но окончилась без боевых столкновений.
С 30 сентября 2015 года по 8 декабря 2024 года российские вооружённые силы принимали участие в военной операции в Сирии. Она стала первой в истории постсоветской России, когда ВС РФ приняли участие в активных боевых действиях за пределами бывшего СССР.
В январе 2022 года российские войска были отправлены в Казахстан для участия в операции ОДКБ по запросу президента Касыма-Жомарта Токаева в связи с массовыми протестами, охватившими республику.
С ноября 2020 по апрель 2024 года российские войска находились в Нагорном Карабахе и осуществляли там миротворческую миссию. 20 сентября 2023 года пять российских военных погибли в окрестностях деревни Джанятаг в результате обстрела военнослужащими Вооружённых сил Азербайджана. Среди погибших — заместитель командующего миротворческим контингентом, капитан первого ранга Иван Ковган.

### Российско-грузинская война
Участие российской армии в войне в Грузии в августе 2008 года и его широкое информационное освещение выявили основные недостатки вооружённых сил России: сложную систему управления и низкую мобильность. Управление войсками в ходе боевых действий осуществлялось «по цепочке» Генштаб — штаб Северо-Кавказского военного округа — штаб 58-й армии и только потом приказы и директивы доходили непосредственно до частей. Низкая возможность по манёвру силами на больших расстояниях объяснялась громоздкой организационно-штатной структурой частей и соединений: по воздуху удалось перебросить в данный регион только части ВДВ.

### Российско-украинская война
С 20 февраля 2014 года российские вооружённые силы принимают участие в необъявленной российско-украинской войне. В частности, российские войска сыграли ключевую роль в аннексии Крыма Россией и участвовали в боевых действиях в Донбассе с 2014 года. При этом, руководство России неоднократно отрицало применение своих регулярных войск в Донбассе до февраля 2022 года и утверждало, что конфликт вплоть до этого времени носил внутренний характер.
По мнению ряда исследователей, именно на территории Украины Россия впервые в полной мере испытала свою концепцию «гибридной войны», известную как «доктрина Герасимова». Помимо войны в Донбассе, к российским «гибридным войнам» относят аннексию Крыма и военную операцию в Сирии.
С апреля 2021 года Россия начала наращивать войска на границе с Украиной, что могло свидетельствовать о подготовке к нападению. Российское руководство отрицало подготовку вторжения на территорию Украины. В феврале 2022 года кризис обострился, а дипломатические попытки урегулировать ситуацию не привели к успеху. 21 февраля 2022 года Россия признала независимость подконтрольных ей ДНР и ЛНР, 22 февраля уже официально ввела войска на контролируемую ими территорию, а утром 24 февраля Вооружённые силы Российской Федерации по приказу Верховного главнокомандующего Владимира Путина начали полномасштабное вторжение на территорию Украины. Ракетно-бомбовые удары были нанесены по украинской военной инфраструктуре, военным аэродромам и авиации, объектам ПВО. Одновременно подразделения Народной милиции ДНР и Народной милиции ЛНР начали боевые действия против Вооружённых сил Украины по всей линии фронта в Донбассе.

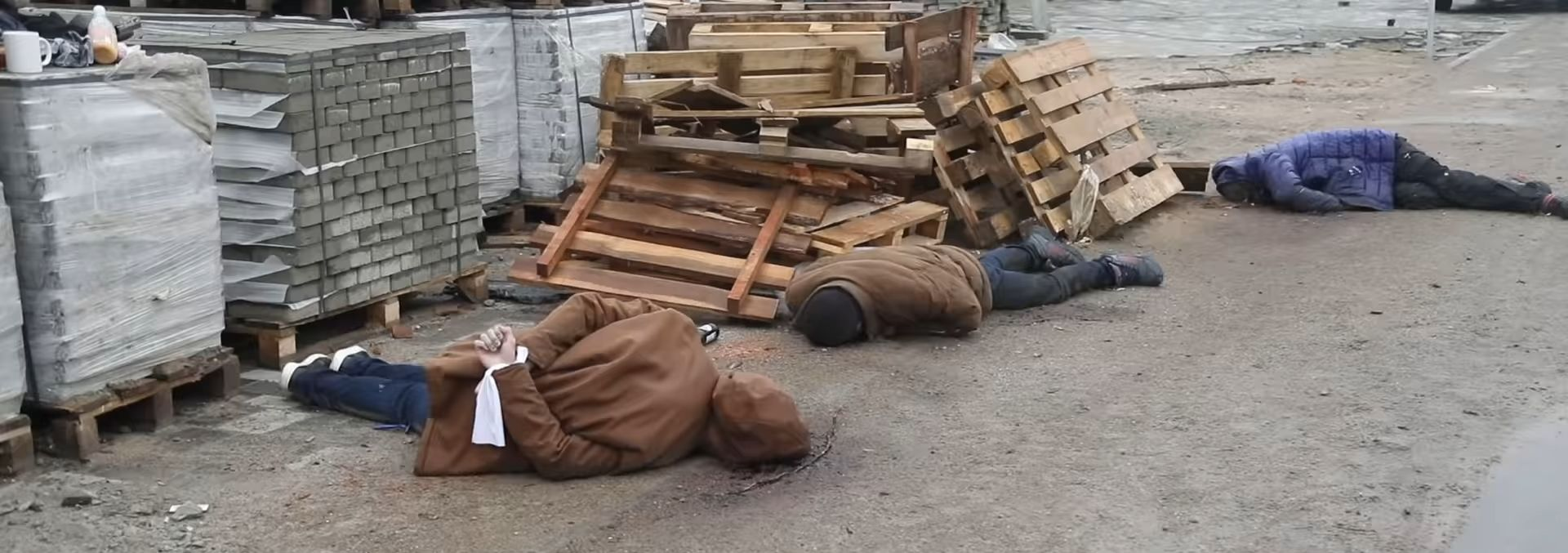
Жертвы резни в Буче, совершённой российскими военнослужащими во время оккупации Киевской области

В ходе вторжения российские военные систематически массово совершали военные преступления в отношении как гражданского населения, так и военнопленных. В их числе: мародёрство, похищение людей, пытки, изнасилования, неизбирательные удары по гражданской инфраструктуре, преднамеренные убийства военнопленных и гражданских, массовые убийства гражданского населения на оккупированных территориях.
По оценке CSIS, на конец февраля 2023 года общие потери РФ убитыми и ранеными составляют 200—250 тыс., включая 60—70 тыс. погибших (включая потери самопровозглашённых ДНР и ЛНР и наёмников ЧВК «Вагнер»). Потери РФ за год войны с Украиной превысили потери СССР и России во всех войнах после Второй мировой вместе взятых. Темп потерь также значительно превышает потери в прошлых войнах — в Чечне во время первой и второй чеченских войн российская армия теряла от 95 до 185 человек в месяц (в Афганистане советская армия теряла 130—145 человек в месяц), тогда, как в Украине — 5—5,8 тысяч убитых в месяц.
6 августа 2024 года начался новый этап боевых действий — в Курской области, в результате чего Вооружённые силы Украины установили контроль не менее чем над территорией в 1100 км², включая город Суджа. К середине марта 2025 года российские войска вернули контроль над около 90% территории (включая город Суджа), ранее захваченной ВСУ.
18 марта 2025 года Вооружённые силы Украины вновь перешли российско-украинскую границу и начали боевые действия в Белгородской области.

## Военные округа
Территориально Вооружённые силы Российской Федерации разделены между пятью военными округами.
- Московский военный округ
- Ленинградский военный округ
- Южный военный округ
- Центральный военный округ
- Восточный военный округ

26 февраля 2024 года Указом Президента Российской Федерации В. В. Путина, на базе Западного военного округа (существовал с 2010 по 2023 год) были воссозданы Московский и Ленинградский военные округа.

## Состав Вооружённых сил России
Вооружённые силы состоят из трёх видов вооружённых сил, двух отдельных родов войск и специальных войск, не входящих в виды вооружённых сил и рода войск.

### Сухопутные войска
Самый многочисленный по боевому составу вид вооружённых сил. Сухопутные войска предназначены для ведения наступления в целях разгрома группировки противника, овладения и удержания его территорий, районов и рубежей, нанесения огневых ударов на большую глубину, отражения вторжений противника и его крупных воздушных десантов. В сухопутные войска Российской Федерации, в свою очередь, входят рода войск:
- Мотострелковые войска[a] — самый многочисленный род сухопутных войск, представляет собой моторизованную пехоту, оснащённую БМП, БТР и армейскими грузовыми автомобилями. Состоят из мотострелковых соединений, частей и подразделений, в которые входят мотострелковые, артиллерийские, танковые и другие части и подразделения.
- Танковые войска[a] — основная ударная сила сухопутных войск, манёвренные, высокомобильные войска, предназначенные для осуществления глубоких прорывов и развития оперативного успеха, способны с ходу преодолевать водные преграды вброд и на переправочных средствах.
- Ракетные войска и артиллерия предназначены для огневого и ядерного поражения противника. Имеют на вооружении ствольную и реактивную артиллерию. Состоят из соединений частей и подразделений гаубичной, пушечной, реактивной, противотанковой артиллерии, миномётов, а также артиллерийской разведки, управления и обеспечения.
- Войска ПВО Сухопутных войск (ПВО СВ) — род сухопутных войск, предназначенный для защиты сухопутных войск от средств воздушного нападения противника, для их поражения, а также воспрещения его воздушной разведки. ПВО СВ вооружены мобильными, буксируемыми и переносными зенитно-ракетными и зенитно-пушечными системами.
- Специальные войска и службы — совокупность войск и служб сухопутных войск, предназначенных для выполнения узкоспециальных мероприятий по обеспечению боевой и повседневной деятельности вооружённых сил. Специальные войска состоят из войск радиационной, химической и биологической защиты, инженерных войск, войск связи, войск РЭБ, автомобильных войск и др.

Главнокомандующий Сухопутными войсками — генерал армии Олег Леонидович Салюков.

### Воздушно-космические силы
Вид Вооружённых сил России, созданный в 2015 году в результате объединения Военно-воздушных сил (ВВС) и Войск воздушно-космической обороны.

#### Военно-воздушные силы
Род сил, предназначенный для ведения разведки группировок противника, обеспечения завоевания господства (сдерживания) в воздухе, защиты от ударов с воздуха важных военно-экономических районов и объектов страны и группировок войск, предупреждения о воздушном нападении, поражения объектов, составляющих основу военного и военно-экономического потенциала противника, поддержки с воздуха сухопутных войск и сил флота, десантирования воздушных десантов, перевозки войск и материальных средств по воздуху. В составе ВВС России выделяются:
- Дальняя авиация — основное ударное средство Военно-воздушных сил, предназначенное для поражения (в том числе ядерного) группировок войск, авиации, военно-морских сил противника и разрушения его важных военных, военно-промышленных, энергетических объектов, узлов коммуникаций в стратегической и оперативной глубине. Может привлекаться также для ведения воздушной разведки и минирования с воздуха.
- Фронтовая авиация — основная ударная сила ВВС, решает задачи в общевойсковых, совместных и самостоятельных операциях, предназначена для поражения войск, объектов противника в оперативной глубине в воздухе, на земле и на море.
- Армейская авиация предназначена для авиационной поддержки Сухопутных войск путём поражения наземных бронированных подвижных объектов противника на переднем крае и в тактической глубине, а также для обеспечения общевойскового боя и повышения мобильности войск. Части и подразделения армейской авиации выполняют огневые, десантно-транспортные, разведывательные и специальные боевые задачи.
- Военно-транспортная авиация — обеспечивает перевозку по воздуху войск, боевой техники и грузов, а также выброску воздушных десантов. Выполняет внезапные задачи в мирное время при возникновении как чрезвычайных ситуаций природного и техногенного характера, так и конфликтных ситуаций в том или ином регионе, создающих угрозу безопасности государства. Основным предназначением военно-транспортной авиации является обеспечение стратегической мобильности Вооружённых сил России, а в мирное время — обеспечение жизнедеятельности войск в различных регионах.
- Специальная авиация предназначена для решения широкого спектра задач: дальнего радиолокационного обнаружения и управления, ведения радиоэлектронной борьбы, разведки и целеуказания, обеспечения управления и связи, дозаправки самолётов в воздухе, ведения радиационной, химической и инженерной разведки, эвакуации раненых и больных, поиска и спасения лётных экипажей и т. д.
- Зенитные ракетные войска — предназначены для защиты от средств воздушного нападения важных административных и экономических районов и объектов России.
- Радиотехнические войска — предназначены для ведения радиолокационной разведки, выдачи информации для радиолокационного обеспечения частей зенитных ракетных войск и авиации, а также для контроля использования воздушного пространства.

#### Войска противовоздушной и противоракетной обороны
Род войск, предназначенный для противоракетной и противовоздушной обороны.

#### Космические войска
Род войск в составе Воздушно-космических сил (ВКС). Как отдельный род войск, космические войска существовали в Вооружённых силах России в 2001—2011 годах и предназначались для обеспечения безопасности России в космической сфере. С 1 декабря 2011 года прекратили самостоятельное существование, войдя в состав Войск воздушно-космической обороны. 1 августа 2015 года воссозданы как род войск в составе ВКС. Род войск предназначен для создания, развёртывания, поддержания и управления орбитальной группировки космических аппаратов военного, двойного, социально-экономического и научного назначения. Также занимается доведением информации, предупреждающей о ракетном нападении. Комплексы и системы Космических войск решают задачи общегосударственного стратегического масштаба не только в интересах Вооружённых сил, других силовых структур, но и большинства министерств и ведомств, экономики, социальной сферы.
В структуре Космических войск выделяются:
- 1-й Государственный испытательный космодром Министерства обороны Российской Федерации «Плесецк», в функции которого входит запуск космических аппаратов военного и двойного назначения (до 2007 года функционировал также Второй государственный испытательный космодром «Свободный», до 2008 года — Пятый государственный испытательный космодром «Байконур», впоследствии ставший гражданским космодромом);
- 153-й Главный испытательный космический центр имени Г. С. Титова;
- управление по вводу средств РКО;
- военно-учебные заведения (основное учебное заведение — Военно-космическая академия имени А. Ф. Можайского);
- части обеспечения.

### Военно-морской флот
Вид вооружённых сил, предназначенный для ведения боевых действий на морских и океанских театрах военных действий, проведения поисково-спасательных операций, защиты экономических интересов России. Военно-морской флот (ВМФ) способен наносить обычные и ядерные удары по морским и береговым силам противника, нарушать его морские коммуникации, высаживать морские десанты и т. д. ВМФ состоит из четырёх флотов (Балтийского, Северного, Тихоокеанского и Черноморского) и Каспийской флотилии. В составе Военно-морского флота выделяются:
- Подводные силы — основная ударная сила флота. Подводные силы способны скрытно выходить в океан, приближаться к противнику и наносить по нему внезапный и мощный удар обычными и ядерными средствами. В подводных силах выделяют многоцелевые подводные лодки и подводные ракетные крейсера.
- Надводные силы обеспечивают скрытный выход в океан и развёртывание подводных сил, их возвращение. Надводные силы способны перевозить и прикрывать высадку десанта, устанавливать и снимать минные заграждения, нарушать коммуникации противника и защищать свои.
- Морская авиация — авиационная составляющая Военно-морского флота. Выделяют стратегическую, тактическую, палубную и береговую авиацию. Морская авиация предназначена для нанесения бомбовых и ракетных ударов по кораблям противника и по его береговым силам, ведения радиолокационной разведки, поиска подводных лодок и их уничтожения.
- Береговые войска предназначены для защиты военно-морских баз и пунктов базирования флота, портов, важных участков побережья, островов и проливов от нападения кораблей и морских десантов противника. Основу их вооружения составляют береговые ракетные комплексы и артиллерия, зенитные ракетные комплексы, минное и торпедное оружие, а также специальные корабли береговой обороны. Для обеспечения обороны силами войск на побережье создаются береговые укрепления. Включают в себя два рода сил:
  - Морская пехота;
  - Береговые ракетно-артиллерийские войска.
- Спецназ ВМФ — соединения, части и подразделения Военно-морского флота, предназначенные для проведения специальных мероприятий на территории военно-морских баз противника и в прибрежных территориях, ведения разведки.

Главнокомандующий Военно-морским флотом — адмирал Николай Анатольевич Евменов, начальник Главного штаба ВМФ — адмирал Александр Михайлович Носатов.

### Отдельные рода войск

#### Ракетные войска стратегического назначения (РВСН)
Род войск Вооружённых сил, главный компонент стратегических ядерных сил России. РВСН предназначены для ядерного сдерживания возможной агрессии и поражения в составе стратегических ядерных сил или самостоятельно массированными, групповыми или одиночными ракетно-ядерными ударами стратегических объектов, находящихся на одном или нескольких стратегических воздушно-космических направлениях и составляющих основу военного и военно-экономического потенциала противника. На вооружении РВСН состоят межконтинентальные баллистические ракеты наземного базирования с ядерными боезарядами.
В структуре РВСН:
- три ракетные армии (штаб-квартиры во Владимире, Оренбурге, Омске);
- 4-й Государственный центральный межвидовой полигон Капустин Яр (в состав которого входит также бывший 10-й Испытательный полигон Сары-Шаган в Казахстане);
- 4-й Центральный научно-исследовательский институт (город Королёв в Московской области);
- учебные заведения (Военная академия РВСН имени Петра Великого в Балашихе, Серпуховской военный институт ракетных войск);
- арсеналы и центральные ремонтные заводы, базы хранения вооружения и военной техники.

Командующий РВСН — генерал-полковник Сергей Викторович Каракаев.

#### Воздушно-десантные войска (ВДВ)
Резерв Верховного главнокомандующего, самостоятельный род войск, имеющий в своём составе аэромобильные соединения, а также отдельные части. ВДВ предназначены для оперативного десанта и ведения боевых действий в тылу противника.
В составе ВДВ находятся десантно-штурмовые и воздушно-десантные дивизии и бригады, 45-я отдельная гвардейская бригада специального назначения (Кубинка), 38-я гвардейская бригада управления (Медвежьи Озёра), 242-й учебный центр подготовки младших специалистов ВДВ (Омск), Рязанское гвардейское высшее воздушно-десантное командное училище, Тверское суворовское военное училище.
Командующий ВДВ — генерал-полковник Михаил Юрьевич Теплинский.

### Специальные войска
Составная часть вооружённых сил — совокупность воинских соединений, частей, подразделений, учреждений, осуществляющих тыловое обеспечение и по службам тыла техническое обеспечение войск и сил (флота и авиации). Состоит из железнодорожных, трубопроводных, дорожных войск, войск информационных операций, медицинской службы, военно-оркестровой службы, частей МТО, топографической службы, частей специального назначения.

## Вооружение и военная техника
Традиционно, начиная с середины XX века в Вооружённых силах СССР практически полностью отсутствовали иностранная военная техника и вооружение, за редким исключением в виде продукции социалистических стран (например, чехословацкие 152-мм САУ vz.77, учебные самолёты L-29 и L-39 и средние десантные корабли проектов 770, 771 и 773, большие десантные корабли проекта 775, построенные на польских верфях). В СССР было создано обширное военное производство, которое было способно производить для нужд вооружённых сил любое вооружение и технику. В годы холодной войны происходило её постепенное накопление, и к 1990 году объём вооружений в Вооружённых силах СССР достиг небывалых значений: только в сухопутных войсках находилось около 63 тыс. танков, 86 тыс. боевых машин пехоты и бронетранспортёров, 42 тыс. стволов артиллерии. Значительная часть этих запасов перешла в Вооружённые силы Российской Федерации и других республик.
В настоящее время на вооружении СВ и ВДВ состоят танки Т-72, Т-80, Т-90 и 2С25; боевые машины пехоты БМП-1, БМП-2, БМП-3; боевые машины десанта БМД-2, БМД-3, БМД-4М; бронетранспортёры БТР-70, БТР-80, БТР-82; бронеавтомобили ГАЗ-2975 «Тигр», итальянские Iveco LMV; самоходная и буксируемая ствольная артиллерия; реактивные системы залпового огня «Град», «Ураган», «Смерч», «Торнадо», «Буратино и Солнцепёк»; тактические ракетные комплексы «Точка» и «Искандер»; системы противовоздушной обороны «Бук», «Тор», Панцирь-С1, С-300, С-400.
На вооружении ВКС состоят истребители МиГ-29, МиГ-31, Су-27, Су-30, Су-35; фронтовые бомбардировщики Су-24 и Су-34; штурмовики Су-25; дальние и стратегические бомбардировщики-ракетоносцы Ту-22М3, Ту-95, Ту-160. В военно-транспортной авиации используются самолёты Ан-22, Ан-72, Ан-124, Ил-76. Используются специальные самолёты: воздушные танкеры Ил-78, воздушные командные пункты Ил-80 и Ил-96-300ПУ, самолёты дальнего радиолокационного обнаружения А-50. На вооружении ВКС имеются также боевые вертолёты Ми-8, Ми-24 различных модификаций, Ми-35М, Ми-28Н, Ка-52; а также зенитные ракетные системы С-300, С-350 и С-400. Готовятся к принятию на вооружение Су-57 и МиГ-35.
В составе Военно-морского флота имеется один авианесущий крейсер проекта 1143.5, ракетные крейсера проекта 1144 и проекта 1164, эскадренные миноносцы и большие противолодочные корабли проекта 1155, проекта 956, сторожевые корабли и фрегаты проектов 11540, 1135, 1135М и 11661К, корветы проекта 20380, проекта 1124, морские и базовые тральщики, десантные корабли проекта 775. В составе подводных сил имеются многоцелевые торпедные подводные лодки проекта 971, проекта 945, проекта 671, проекта 877; многоцелевые АПЛ проектов 949 и 885; ракетные крейсера стратегического назначения проектов 667БДРМ и 955.
В 2010 году в рамках массового сокращения мобилизационного компонента было принято решение утилизировать 42 тыс. железнодорожных вагонов устаревших боеприпасов, вооружения и военной техники, среди которых 30 тыс. вагонов ракет и боеприпасов, 10 тыс. вагонов военной техники (танков, БМП и БТР) и 2 тыс. вагонов стрелкового оружия. До 2020 года планировалось утилизировать 60 % (356 тыс. единиц) устаревших образцов военной техники и вооружения, в том числе около 50 тыс. танков, боевых машин пехоты и бронетранспортёров, а также более 108 млн единиц боеприпасов и более 500 тыс. ракет различного типа; 40 % ВВТ будет оставлено на базах и складах длительного хранения.
Однако, на 2018 год, утилизация старых образцов неядерного оружия не компенсируется заменой новыми образцами в достаточном количестве, и основным средством сдерживания вероятного противника остаётся ядерное оружие.
11 марта 2019 года министр обороны С. К. Шойгу сообщил, что с 2013 года количество высокоточных крылатых ракет в российской армии увеличилось более чем в 30 раз. Он также заявил, что в течение шести лет Вооружённые силы России также получили 109 МБР «Ярс», три РПКСН «Борей», 7 береговых ракетных комплексов «Бал» и «Бастион» и 108 баллистических ракет подводных лодок.

### Ядерное оружие
Россия обладает самым крупным в мире запасом ядерного оружия и второй после США по численности группировкой стратегических носителей ядерного оружия. К началу 2011 года в составе стратегических ядерных сил находилось 611 «развёрнутых» стратегических носителей, способных нести 2679 ядерных боезарядов. В арсеналах на долговременном хранении в 2009 году находилось около 16 тысяч боезарядов. Развёрнутые стратегические ядерные силы распределены в так называемую ядерную триаду: для их доставки используются межконтинентальные баллистические ракеты, баллистические ракеты подводных лодок и стратегические бомбардировщики. Первый элемент триады сосредоточен в РВСН, где на вооружении состоят ракетные комплексы Р-36М, УР-100Н, РТ-2ПМ2 и РС-24. Морские стратегические силы представлены ракетами Р-29РМ и Р-29РМУ2, носителями которых служат ракетные подводные крейсера стратегического назначения проекта 667БДРМ «Дельфин». Приняты на вооружение ракета Р-30 и РПКСН проекта 955 «Борей». Стратегическая авиация представлена самолётами Ту-95МС, Ту-160 и Ту-160М, вооружёнными крылатыми ракетами Х-55/555 и Х-101/102.
Нестратегические ядерные силы представлены тактическим ракетным вооружением, артиллерийскими снарядами, корректируемыми и свободнопадающими авиабомбами, торпедами, глубинными бомбами.
Ликвидация основного стратегического оружия, обладающего высокой эффективностью при возможном применении, не сопровождается его заменой новыми адекватными образцами в сопоставимом количестве.

## Боевая подготовка
С момента своего создания, Вооружёнными силами России были проведены следующие учения:
- Миротворец-94 — совместные американо-российские учения, проведённые 2—10 сентября 1994 года на Тоцком полигоне Приволжского военного округа;
- Запад-99 — первые в истории Вооружённых сил России стратегические командно-штабные учения, проведённые 21—26 июня 1999 года;
- Мирная миссия — 2005 — совместные российско-китайские учения, проведённые 18—25 августа 2005 года;
- Щит Союза — 2006 — российско-белорусские учения с 17 по 25 июля 2006 года;
- Мирная миссия — 2007 — учения стран ШОС в августе 2007 года на территории Челябинской области;
- Центр-2008 — оперативно-стратегические военные учения, проходившие в сентябре 2008 года в Приволжско-Уральском военном округе;
- Мирная миссия — 2009 — совместные российско-китайские учения 22—26 июля 2009 года;
- Запад-2009 — совместные российско-белорусские оперативно-стратегические военные учения, проводившиеся в 2009 году в Беларуси;
- Центр-2011 — совместное стратегическое учение Вооружённых сил России и стран ОДКБ в Центральном военном округе, Казахстане, Таджикистане в сентябре 2011 года;
- Славянское содружество — 2012 — совместные российско-украинско-белорусские учения в период 23—27 июля 2012 года[70];
- Рубеж-2012 — совместные учения с Коллективными силами быстрого развёртывания в период 6—10 августа 2012 года на полигоне «Чебаркуль»[71];
- Кавказ-2012 — стратегическое командно-штабное учение Южного военного округа 17—22 сентября 2012 года[72];
- Запад-2013 — российско-белорусское стратегическое учение 20—26 сентября 2013 года на пяти полигонах Российской Федерации и Республики Беларусь[73];
- Восток-2014 — стратегическое учение на территории Восточного военного округа 19—25 сентября 2014 года[74];
- Щит Союза — 2015 — российско-белорусское стратегическое учение[75];
- Центр-2015 — стратегические командно-штабные учения проведённые на территории ЦВО 14—20 сентября 2015 года[76];
- Кавказ-2016 — стратегическое командно-штабное учение в Южном военном округе 5—11 сентября 2016 года;
- Запад-2017 — совместное стратегическое учение Вооружённых сил России и Республики Беларусь, проходившее с 14 по 20 сентября 2017 года;
- Восток-2018 — стратегическое командно-штабное учение в Восточном военном округе 11—17 сентября 2018 года;
- Центр-2019 — стратегическое командно-штабное учение в Центральном военном округе 16—21 сентября 2019 года;
- Щит Союза — 2019 — совместное оперативное учение Вооружённых сил России и Беларуси 13—19 сентября 2019 года.

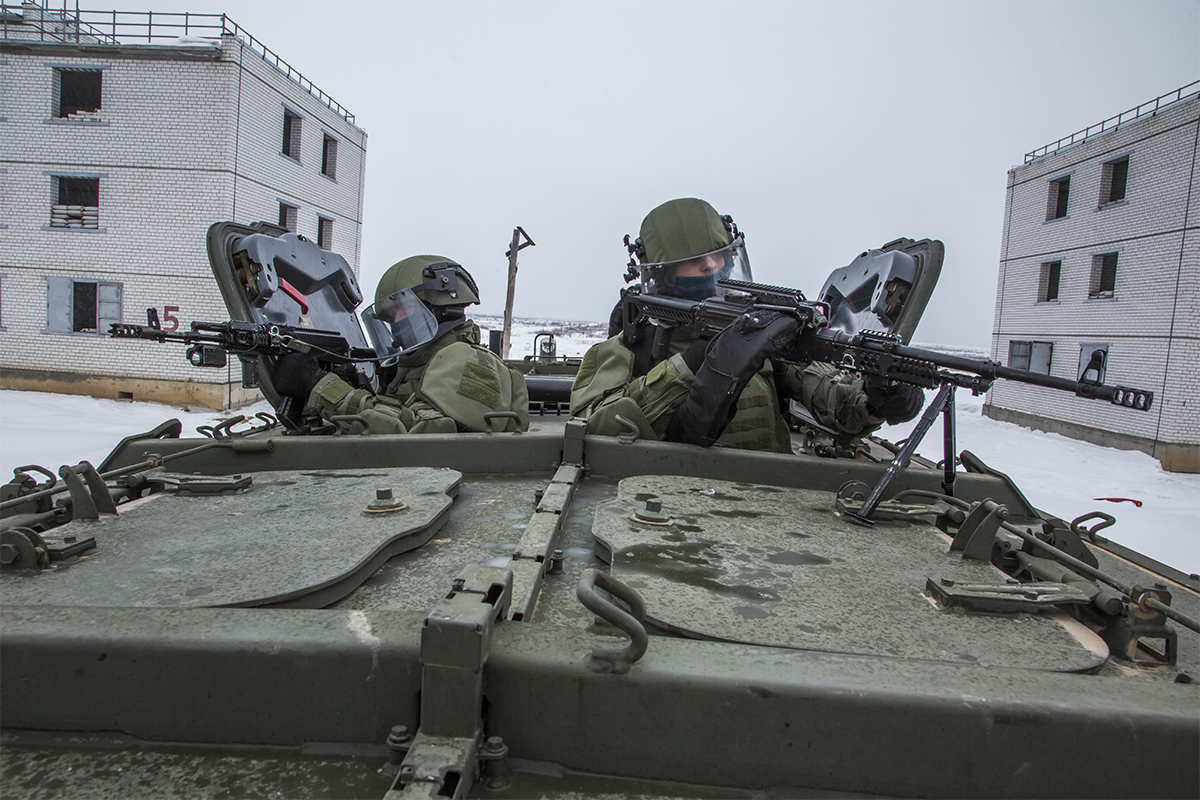
Сапёры 1-й гв. исбр на учениях в Мулино. 23 марта 2018 года
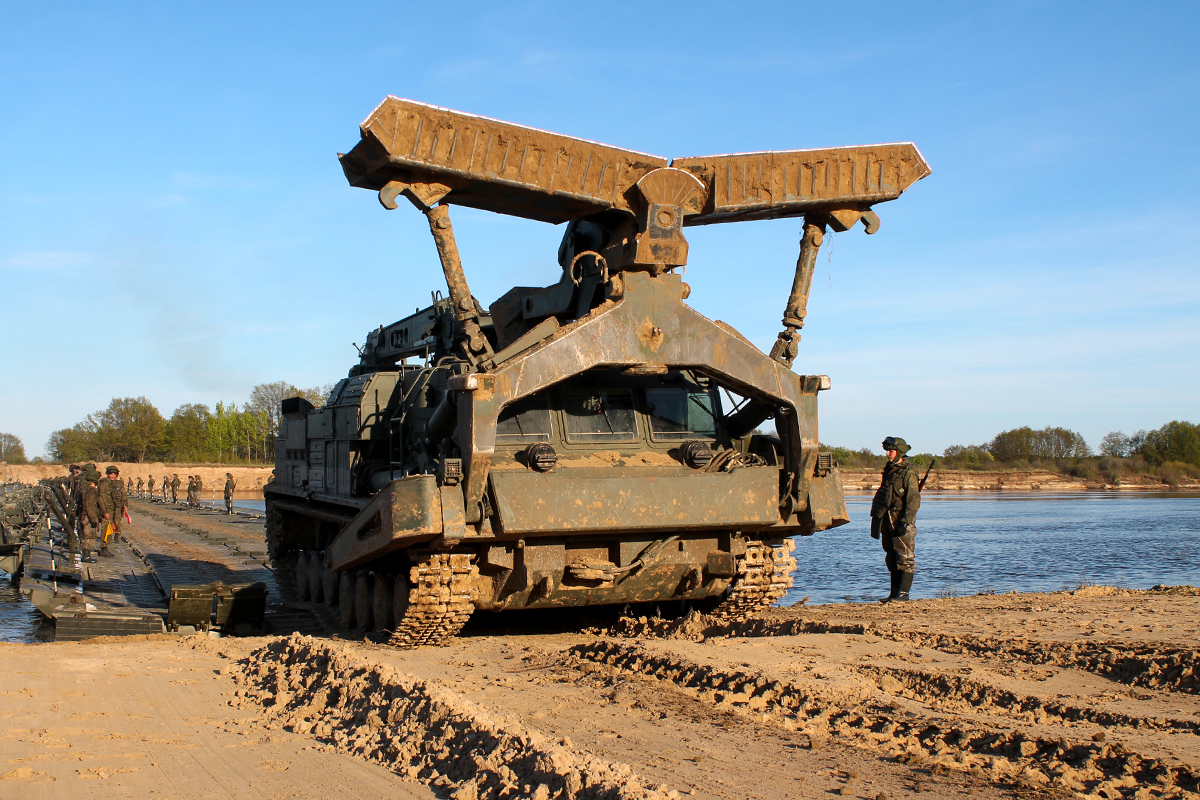
Путепрокладчик БАТ-2 пересекает реку по понтону в ходе учений 28-й понмбр. 15 мая 2017 года
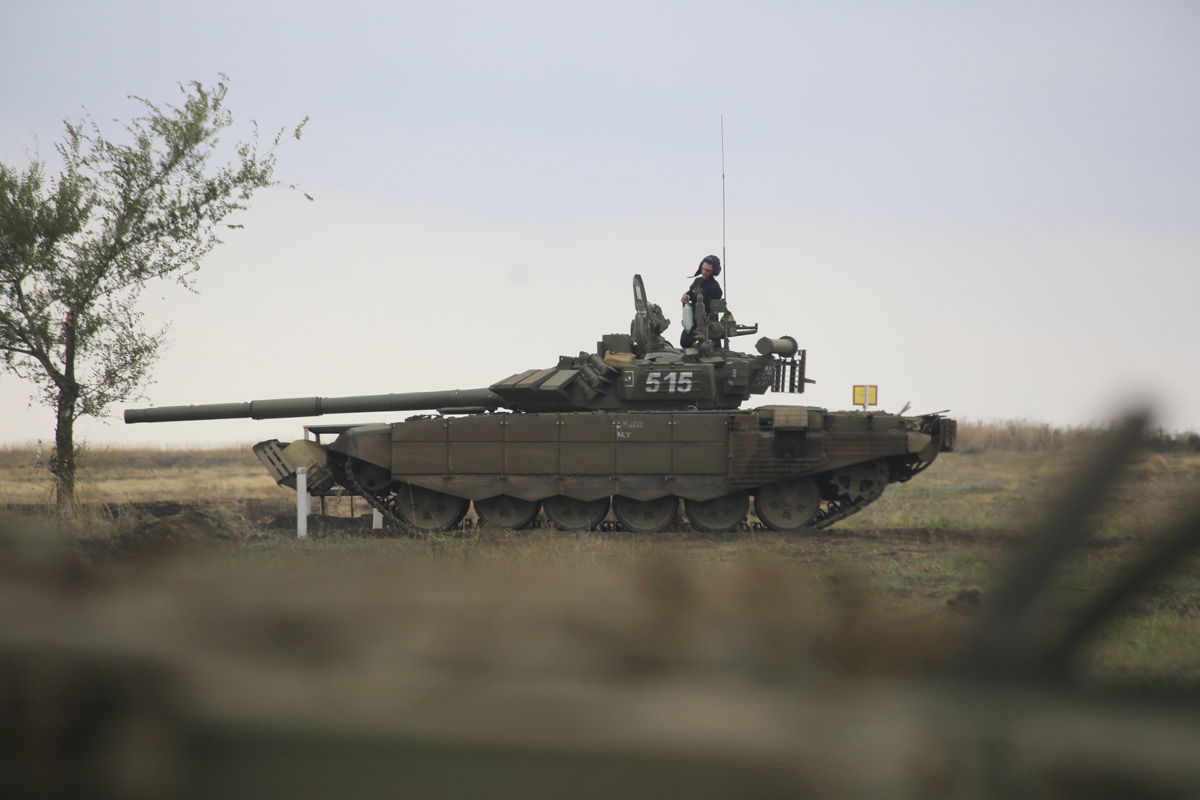
Т-72Б3 на контрольных стрельбах 68-го гв. тп в рамках итоговой проверки на полигоне Кадамовский. 13 октября 2017 года
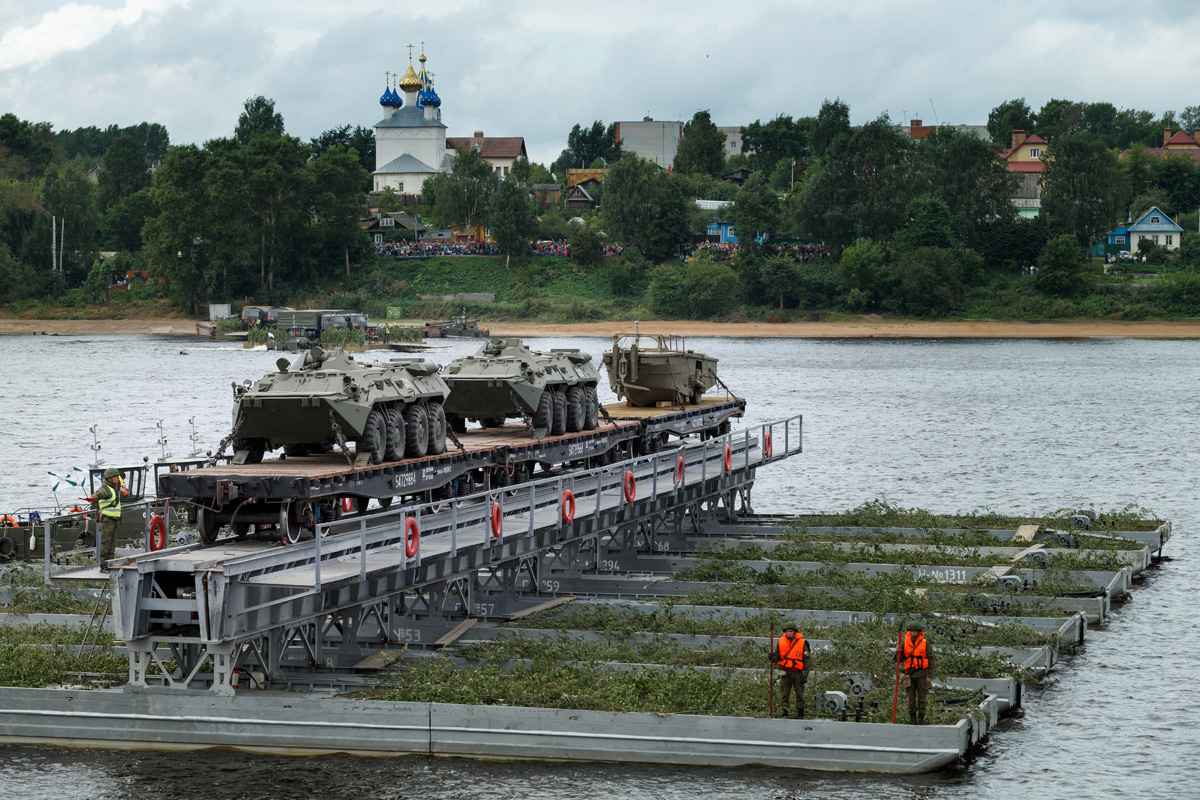
Сооружение наплавного моста НЖМ-56 через реку Волгу силами 38-й ождбр. 24 августа 2017 года

## Финансирование и обеспечение
Финансирование вооружённых сил осуществляется из федерального бюджета России по статье расходов «Национальная оборона».
Первый военный бюджет Российской Федерации в 1992 году составлял 715 трлн неденоминированных рублей, что было равно 21,5 % от общих расходов. Это была вторая по величине статья расходов республиканского бюджета, уступавшая только финансированию народного хозяйства (803,89 трлн рублей). В 1993 году на национальную оборону было выделено всего 3115,508 млрд неденоминированных рублей (3,1 млрд в номинальном выражении в нынешних ценах), что составило 17,70 % от общих расходов. В 1994 году было выделено 40,67 трлн рублей (28,14 % от общих расходов), в 1995 году — 48,58 трлн (19,57 % от общих расходов), в 1996 году — 80,19 трлн (18,40 % от общих расходов), в 1997 году — 104,31 трлн (19,69 % от общих расходов), в 1998 году — 81,76 трлн деноминированных рублей (16,39 % от общих расходов).
В рамках ассигнований по разделу 02 «Национальная оборона», по которому финансировалась большая часть расходов Минобороны России в 2013 году, были предусмотрены бюджетные средства на решение ключевых вопросов деятельности Вооружённых сил, в том числе дальнейшее переоснащение на новые образцы вооружения, военной и специальной техники, социальную защиту и обеспечение жильём военнослужащих, решение других задач. В законопроекте расходы по разделу 02 «Национальная оборона» на 2013 год были предусмотрены в сумме 2 141,2 млрд рублей и превышали объёмы 2012 года на 276,35 млрд рублей или на 14,8 % в номинальном выражении. Расходы на национальную оборону в 2014 и 2015 годах были предусмотрены в сумме 2 501,4 млрд рублей и 3078,0 млрд рублей соответственно. Рост объёмов бюджетных ассигнований по отношению к предыдущему году был предусмотрен в сумме 360,2 млрд рублей (17,6 %) и 576,6 млрд рублей (23,1 %). В соответствии с законопроектом в планируемом периоде рост доли расходов на национальную оборону в общих расходах федерального бюджета составил в 2014 году — 17,6 % (в 2013 году — 16,0 %), а в 2015 году — 19,7 %. Доля планируемых расходов на национальную оборону по отношению к ВВП в 2014 году составляла 3,4 %, а в 2015 году — 3,7 %, что выше параметров 2012 года (3,0 %)
По отношению к объёму ВВП расходы раздела «Национальная оборона» составили в 2016 году 3,7 процента. Долю в общем объёме расходов федерального бюджета по сравнению с 2015 годом (20,1 %) планировалось уменьшить до 18,3 %.
Бюджетные ассигнования в 2016 году по разделу «Национальная оборона» были запланированы в объёме 2 886 197,9 млн рублей.
По плану развития Вооружённых сил предполагается довести долю современного оружия и техники до 70 % до 2030 года. Нынешняя государственная программа вооружения (ГПВ) на 2018—2027 годы была принята в январе 2018 года и на её реализацию предусмотрено 20 трлн руб. Запланировано, что средства пойдут на работу над новыми ЗРК С-500, межконтинентальными баллистическими ракетами «Сармат» и «Рубеж» и замену комплексов «Тополь» на «Ярсы».
| Эволюция военного бюджета России | Эволюция военного бюджета России | Эволюция военного бюджета России | Эволюция военного бюджета России | Эволюция военного бюджета России | Эволюция военного бюджета России | Эволюция военного бюджета России | Эволюция военного бюджета России | Эволюция военного бюджета России |
|                                  | 2000                             | 2009                             | 2010                             | 2011                             | 2012                             | 2013                             | 2014                             | 2015                             |
| -------------------------------- | -------------------------------- | -------------------------------- | -------------------------------- | -------------------------------- | -------------------------------- | -------------------------------- | -------------------------------- | -------------------------------- |
| Расходы на оборону, млрд руб.    | ▲ 140,8                          | ▲ 1637                           | ▼ 1274                           | ▲ 1517                           | ▲ 1865                           | ▲ 2141                           | ▲ 2501                           | ▲ 3078                           |
| В % от общих расходов бюджета    | ▲ 16,5                           | ▲ 20,0                           | ▼ 12,5                           | ▲ 14,3                           | ▲ 14,5                           | ▲ 16                             | ▲ 17,6                           | ▲ 19,7                           |
| В % от ВВП                       | ▲ 2,63                           | ▲ 4,19                           | ▼ 2,84                           | ▲ 3,02                           | ▼ 2,97                           | ▲ 3,2                            | ▲ 3,4                            | ▲ 3,7                            |
|                                  |                                  |                                  |                                  |                                  |                                  |                                  |                                  |                                  |

Расходы федерального бюджета по разделам на 2012—2015 гг., млрд руб.
| # ПР | Наименование                                                                               | 2012 год | 2013 год | 2014 год | 2015 год | Изменения к предыдущему году, % | Изменения к предыдущему году, % | Изменения к предыдущему году, % |
| # ПР | Наименование                                                                               | 2012 год | 2013 год | 2014 год | 2015 год | 2013 год                        | 2014 год                        | 2015 год                        |
| 01   | Вооружённые силы                                                                           | 1394,2   | 1635,7   | 1903,1   | 2410,3   | 117,3                           | 116,3                           | 126,6                           |
| 02   | Мобилизационная и вневойсковая подготовка                                                  | 7,3      | 6,79     | 6,88     | 6,89     | 92,8                            | 101,3                           | 100,1                           |
| 03   | Мобилизационная подготовка экономики                                                       | 4,89     | 5,6      | 5,7      | 5,7      | 115,7                           | 100,9                           | 100,9                           |
| 04   | Подготовка и участие в обеспечении коллективной безопасности и миротворческой деятельности | 0,4      |          |          |          |                                 |                                 |                                 |
| 05   | Ядерно-оружейный комплекс                                                                  | 27,4     | 29,28    | 33,3     | 38,57    | 106,6                           | 113,8                           | 115,7                           |
| 06   | Реализация международных договоров в сфере военно-технического сотрудничества              | 6,58     | 5,8      | 5,88     | 5,99     | 88,1                            | 102,4                           | 101,8                           |
| 07   | Прикладные научные исследования в области обороны                                          | 170,77   | 198,3    | 233,9    | 228,5    | 116,1                           | 117,9                           | 97,7                            |
| 08   | Другие вопросы в области национальной обороны                                              | 253,09   | 259,59   | 312,66   | 381,9    | 102,6                           | 120,4                           | 122,2                           |

## Военная служба
Военная служба в Вооружённых силах Российской Федерации предусматривается как по контракту, так и по призыву. Прохождение военной службы регулирует Федеральный закон № 53-ФЗ «О воинской обязанности и военной службе». Обязательной военной обязанностью подлежат лица мужского пола от 18 до 30 лет. На основании пункта 2 статьи 34 данного федерального закона на службу по контракту принимаются граждане Российской Федерации до 40 лет. Также по контракту принимаются иностранные граждане в возрасте до 30 лет.

### Комплектование
Офицеры российской армии и флота проходят службу только по контракту. Офицерский корпус готовится в основном в высших военных учебных заведениях, по окончании которых курсантам присваивается воинское звание «лейтенант». Первый контракт с курсантами — на весь период обучения и на 5 лет военной службы — заключается, как правило, на втором курсе обучения. Контракт о прохождении военной службы в офицерском звании имеют право заключить и граждане, находящиеся в запасе, в том числе и получившие звание «лейтенант» и определённые в запас после обучения на военных кафедрах (факультетах военного обучения, циклах, военно-учебных центрах) при гражданских вузах.
Рядовой и младший командный состав набирается как по призыву, так и по контракту. Призыву подлежат все военнообязанные граждане Российской Федерации мужского пола в возрасте от 18 до 30 лет. Срок службы по призыву — один календарный год. Призывные кампании осуществляются дважды в год: весенняя — с 1 апреля по 15 июля, осенняя — с 1 октября по 31 декабря. По истечении 6 месяцев службы любой военнослужащий может подать рапорт о заключении с ним первого контракта — на 3 года. Предельный возраст для заключения первого контракта — 40 лет.
В ноябре 2022 года президент России Владимир Путин подписал указ, определяющий приём на службу в ВС РФ иностранных граждан. Согласно документу иностранцы получили право служить в российской армии по контракту, в том случае, если они не находятся под следствием, у них нет неснятой судимости и им не вынесен обвинительный приговор. Также, согласно данному указу, на срочную службу будут призываться россияне со вторым гражданством. Ранее депутаты Госдумы приняли поправки в закон «О гражданстве Российской Федерации», согласно которому иностранцы-контрактники получили возможность обращаться за получением гражданства без предоставления вида на жительство.

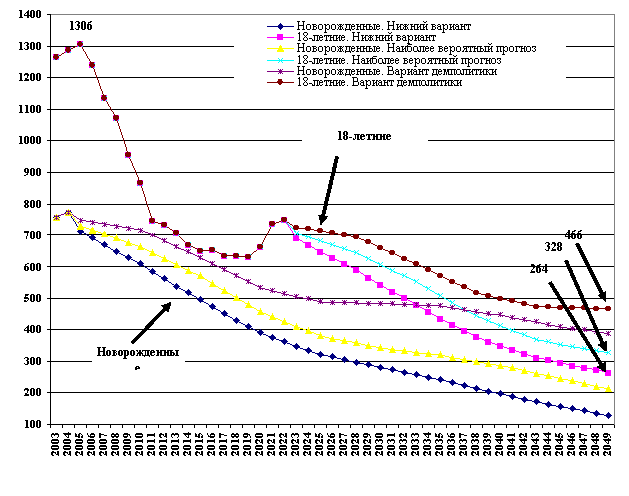
Динамика абсолютных чисел родившихся мальчиков и численности 18-летних мужчин. Россия. 2003—2049 г. (тыс. чел.)

Динамика численности граждан, уклоняющихся от призыва на военную службу, в период проведения призывных кампаний
| Год  | % от числа состоящих на воинском учёте |
| ---- | -------------------------------------- |
| 1985 | 0,443                                  |
| 1999 | 44,133                                 |
| 2002 | 21,145                                 |
| 2004 | 21,097                                 |
| 2005 | 18,508                                 |
| 2008 | 11,938                                 |
| 2007 | 10,848                                 |

Число призванных на военную службу по призывным кампаниям (до 1994 года сведения о количестве призываемых считались закрытыми)
| Год  | Весенняя                | Осенняя        | Общее число |
| ---- | ----------------------- | -------------- | ----------- |
| 1994 | 216 000                 | 251 000        | ▲ 467 000   |
| 1995 | 209 800                 | 224 400        | ▼ 434 200   |
| 1996 | 200 200                 | 215 000        | ▼ 415 200   |
| 1997 | 214 160                 | 188 402        | ▼ 402 562   |
| 1998 | 189 790                 | 158 512        | ▼ 348 302   |
| 1999 | 168 776                 | 204 914        | ▲ 373 690   |
| 2000 | 191 612                 | 191 651        | ▲ 383 263   |
| 2001 | 187 995                 | 194 824        | ▼ 382 819   |
| 2002 | 161 732                 | 174 215        | ▼ 335 947   |
| 2003 | 175 050                 | 175 806        | ▲ 350 856   |
| 2004 | 166 050                 | 176 393        | ▼ 342 443   |
| 2005 | 157 700                 | 140 900        | ▼ 298 600   |
| 2006 | 124 550                 | 123 310        | ▼ 247 860   |
| 2007 | 133 500                 | 132 500        | ▲ 266 000   |
| 2008 | 133 200                 | 219 000        | ▲ 352 200   |
| 2009 | 305 560                 | 271 020        | ▲ 576 580   |
| 2010 | 270 600                 | 278 821        | ▼ 549 421   |
| 2011 | 218 720                 | 135 850        | ▼ 354 570   |
| 2012 | 155 570                 | 140 140        | ▼ 295 710   |
| 2013 | 153 200                 | 150 030        | ▲ 303 230   |
| 2014 | 154 000                 | 154 100        | ▲ 308 100   |
| 2015 | 150 000                 | 147 100        | ▼ 297 100   |
| 2016 | 153 000                 | 152 000        | ▲ 305 000   |
| 2017 | 102 000 (72 % от плана) | 134 000 (план) | ▼ 236 000   |
| 2018 | 128 000                 | 132 500        | ▲ 260 500   |
| 2019 | 135 000                 | 132 000        | ▲ 267 000   |
| 2020 | 135 000                 | 128 000        | ▼ 263 000   |
| 2021 | 134 650                 | 127 500        | ▼ 262 150   |
| 2022 | 134 500                 | 120 000        | ▼ 254 500   |
| 2023 | 147 000                 | 130 000        | ▲ 277 000   |
| 2024 | 150 000                 | 133 000        | ▲ 283 000   |

Подавляющее большинство военнослужащих — мужчины, кроме того военную службу проходят около 50 тысяч женщин: 3 тысячи на офицерских должностях (в том числе 28 полковников), 11 тысяч прапорщиков и около 35 тысяч на солдатских и сержантских должностях. При этом 1,5 % от офицеров-женщин (~45 человек) служат на первичных командных должностях в войсках, остальные — на штабных.
Различают текущий мобилизационный резерв (количество подлежащих призыву в текущем году), организованный мобилизационный резерв (количество ранее служивших в вооружённых силах и зачисленных в запас) и потенциальный мобилизационный резерв (количество людей, которые могут быть призваны в случае мобилизации). В 2009 году потенциальный мобилизационный резерв составил 31 млн человек (для сравнения: в США — 56 млн человек, в Китае — 208 млн человек). В 2010 году организованный мобилизованный резерв (запас) составлял 20 млн человек. По версии некоторых отечественных демографов численность 18-летних (текущий мобилизационный резерв) к 2050 году сократится в 4 раза и составит 328 тысяч человек. Делая расчёт на основании данных указанной статьи, потенциальный мобилизационный резерв России в 2050 году составит 14 млн человек, что на 55 % меньше уровня 2009 года. Во время частичной мобилизации 2022 года Сергей Шойгу заявил, что в России мобилизационный ресурс составляет 25 миллионов человек.

### Кадровый состав
Штатная численность Вооружённых сил устанавливается указами президента Российской Федерации.
17 ноября 2017 года Президент России В. В. Путин подписал указ № 555 «Об установлении штатной численности Вооружённых сил Российской Федерации», которым численность Вооружённых сил России определена в 1 902 758 человек, в том числе 1 013 628 военнослужащих. Указ вступил в силу с 1 января 2018 года.
25 августа 2022 года Президент России В. В. Путин подписал указ № 575 «Об установлении штатной численности Вооружённых сил Российской Федерации», которым численность Вооружённых сил России определена 2 039 758 человек, в том числе 1 150 628 военнослужащих. Указ вступил в силу с 1 января 2023 года.
1 декабря 2023 года Президент России В. В. Путин подписал указ № 915 «Об установлении штатной численности Вооружённых сил Российской Федерации», которым численность Вооружённых сил России определена 2 209 130 единиц, в том числе 1 320 000 военнослужащих. Указ вступил в силу с 1 декабря 2023 года.
16 сентября 2024 года Президент России В. В. Путин подписал указ № 792 «Об установлении штатной численности Вооружённых сил Российской Федерации», которым численность Вооружённых сил России определена 2 389 130 единиц, в том числе 1 500 000 военнослужащих. Указ вступит в силу с 1 декабря 2024 года
Укомплектованность российской армии личным составом на конец 2014 года оценивалась в 82 %, на конец 2015 года была доведена до 92 %, а количество военнослужащих, несущих службу по контракту, составило 352 тыс. человек, впервые превысив численность призывников. На 2016 год армия была укомплектована на 93 %, службу по контракту проходили 384 тыс. человек, при этом впервые в истории России сержантский состав стал полностью профессиональным.
В штатную численность Вооружённых сил России входят: рядовой состав, младший командный состав (сержанты и старшины), офицеры, проходящие службу в войсковых частях, центральных, окружных и местных органах военного управления на воинских должностях, предусмотренных штатом тех или иных подразделений, в комендатурах, военных комиссариатах, военных представительствах за рубежом, а также курсанты высших военных учебных заведений Министерства обороны и учебных военных центров.
К 2008 году почти половину личного состава составляли офицеры, прапорщики и мичманы. В ходе военной реформы 2008 года должности прапорщиков и мичманов были подвергнуты сокращению, были ликвидированы также около 170 тысяч офицерских должностей, однако позже указом президента установленная численность офицерского состава была доведена до 220 тысяч человек.
| Структура                                  | Численность личного состава |
| ------------------------------------------ | --------------------------- |
| Органы военного управления                 |                             |
| Аппарат Минобороны России                  | 10 500                      |
| Генеральный штаб                           | 11 300                      |
| Виды и самостоятельные рода войск          |                             |
| Сухопутные войска                          | 280 000                     |
| Военно-морской флот                        | 150 000                     |
| Воздушно-космические силы                  | 165 000                     |
| Ракетные войска стратегического назначения | 50 000                      |
| Воздушно-десантные войска                  | 45 000                      |
| Силы специальных операций                  | 1000                        |
| Железнодорожные войска                     | 29 000                      |
| Прочие военнослужащие                      | 180 000                     |
| Всего                                      | 900 000                     |

| Структура численности (2011)                   |           |
| Офицеры в штатах войск                         | 320 000   |
| Рядовые и сержанты                             |           |
| По контракту                                   | 230 000   |
| По призыву                                     | 300 000   |
| Другие категории                               |           |
| Курсанты военных вузов                         | ~ 40 000  |
| Курсанты военных учебных центров               | ~ 30 000  |
| Офицеры и прапорщики на сержантских должностях | 70 000    |
| Итого                                          |           |
| Общая штатная численность                      | 920 000   |
| За штатом и в распоряжении                     | ~ 70 000  |
| Общая установленная численность                | 1 000 000 |

В 2014 году численность Вооружённых сил России составляла 845 тысяч человек, в том числе: сухопутные войска — 250 тыс., ВДВ — 35 тыс., ВМФ — 130 тыс., ВВС — 150 тыс., стратегические ядерные силы — 80 тыс., командование и обслуживание — 200 тыс.
С 8 июля 2016 года штатная численность Вооружённых сил России была установлена в количестве 1,885 млн чел., в том числе 1 млн военнослужащих.
Согласно указу президента России В. В. Путина, вступившему в силу с 28 марта 2017 года, общая штатная численность Вооружённых сил Российской Федерации с 1 июля 2017 года составила 1,903 млн человек, штатная численность военнослужащих — 1,013 млн человек.
На март 2017 года 92,9 % составляли военнослужащие-мужчины, 7,1 % — женщины (44 921 человек).
25 августа 2022 года президент России Владимир Путин подписал указ об увеличении с 1 января 2023 года численности Вооружённых сил РФ на 137 000 человек. Это будет сделано только за счёт увеличения количества военнослужащих — количество гражданского персонала в армии останется неизменным. Таким образом общий штат Вооружённых сил будет составлять 2 039 758 человек, среди которых 1 150 628 — военнослужащие.

### Денежное довольствие

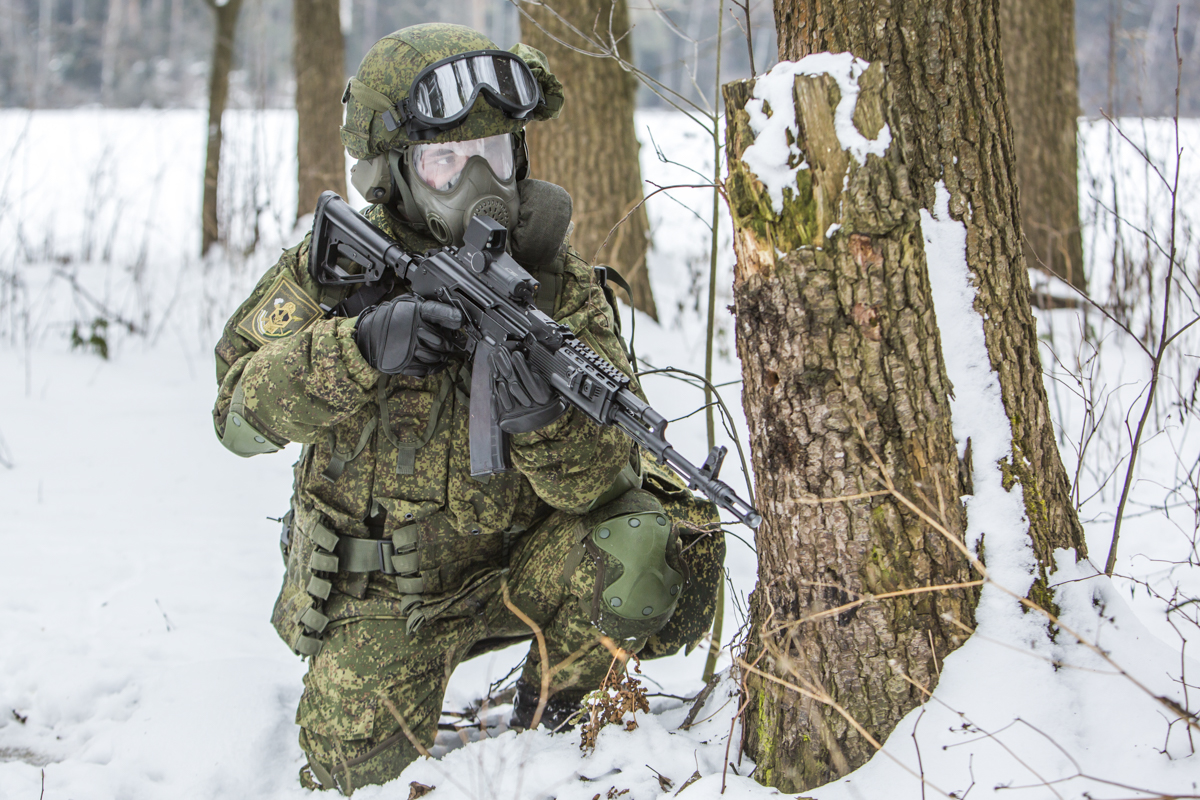
Курсанты 282-го учебного центра войск РХБЗ отрабатывают навыки в боевой экипировке «Ратник» и в противогазе ПМК-4

Денежное довольствие военнослужащих регулируется Федеральным законом Российской Федерации от 7 ноября 2011 года N 306-ФЗ «О денежном довольствии военнослужащих и предоставлении им отдельных выплат». Размеры окладов по воинским должностям и окладов по воинским званиям установлены Постановлением Правительства Российской Федерации от 5 декабря 2011 г. № 992 «Об установлении окладов денежного содержания военнослужащих, проходящих военную службу по контракту».
Денежное довольствие военнослужащих состоит из окладов денежного содержания (оклад по воинской должности и оклад по воинскому званию), стимулирующих и компенсационных (дополнительных) выплат. К дополнительным выплатам относятся:
- за выслугу лет;
- за классную квалификацию;
- за работу со сведениями, составляющими государственную тайну;
- за особые условия военной службы;
- за выполнение задач, непосредственно связанных с риском для жизни и здоровья в мирное время;
- за особые достижения в службе.

Помимо шести ежемесячных дополнительных выплат предусмотрены ежегодные премии за добросовестное и эффективное исполнение должностных обязанностей; установленный коэффициент к окладу военнослужащих, проходящих службу в районах с неблагоприятными климатическими или экологическими условиями, за пределами территории России и так далее.
Сводная таблица окладов денежного содержания по некоторым воинским званиям и должностям (до 2012 года):
| Воинское звание                  | Сумма оклада |
| -------------------------------- | ------------ |
| Высшие офицеры                   |              |
| Генерал армии, адмирал флота     | 27 000       |
| Генерал-полковник, адмирал       | 25 000       |
| Генерал-лейтенант, вице-адмирал  | 22 000       |
| Генерал-майор, контр-адмирал     | 20 000       |
| Старшие офицеры                  |              |
| Полковник, капитан 1-го ранга    | 13 000       |
| Подполковник, капитан 2-го ранга | 12 000       |
| Майор, капитан 3-го ранга        | 11 500       |
| Младшие офицеры                  |              |
| Капитан, капитан-лейтенант       | 11 000       |
| Старший лейтенант                | 10 500       |
| Лейтенант                        | 10 000       |
| Младший лейтенант                | 9500         |
| Прапорщики                       |              |
| Прапорщик, мичман                | 8000         |
| Солдаты и сержанты               |              |
| Старший сержант                  | 7000         |
| Рядовой                          | 5000         |

| Типовая воинская должность                | Сумма оклада |
| ----------------------------------------- | ------------ |
| В центральных органах военного управления |              |
| Начальник главного управления             | 40 000       |
| Начальник отдела                          | 31 500       |
| Начальник группы                          | 29 000       |
| Старший офицер                            | 28 000       |
| В войсках                                 |              |
| Командующий войсками военного округа      | 40 000       |
| Командующий общевойсковой армией          | 37 000       |
| Командир бригады                          | 29 000       |
| Командир полка                            | 26 500       |
| Командир батальона                        | 24 000       |
| Командир роты                             | 22 000       |
| Командир взвода                           | 20 000       |
| Заместитель командира взвода              | 17 000       |
| Командир отделения                        | 15 000       |
| Первичная должность                       | 10 000       |

После значительного повышения денежных довольствий военнослужащих в 2012 году их индексация больше не производилась.

### Питание военнослужащих
На сегодняшний день рацион питания военнослужащих российской армии и флота организуется согласно принципу построения продовольственных пайков и основан «на системе натурального нормирования, структурную основу которой составляет физиологически обоснованный набор продуктов для соответствующих контингентов военнослужащих, адекватный их энергозатратам и профессиональной деятельности». По сообщению начальника тыла вооружённых сил России Владимира Исакова, «…сегодня в рационе российского солдата и матроса стало больше мяса, рыбы, яиц, масла, колбас и сыров. Например, суточная норма мяса каждого военнослужащего по норме общевойскового пайка увеличилась на 50 г и теперь составляет 250 г. Впервые появился кофе, также увеличены нормы выдачи соков (до 100 г), молока и сливочного масла…».

### Женщины в вооружённых силах России

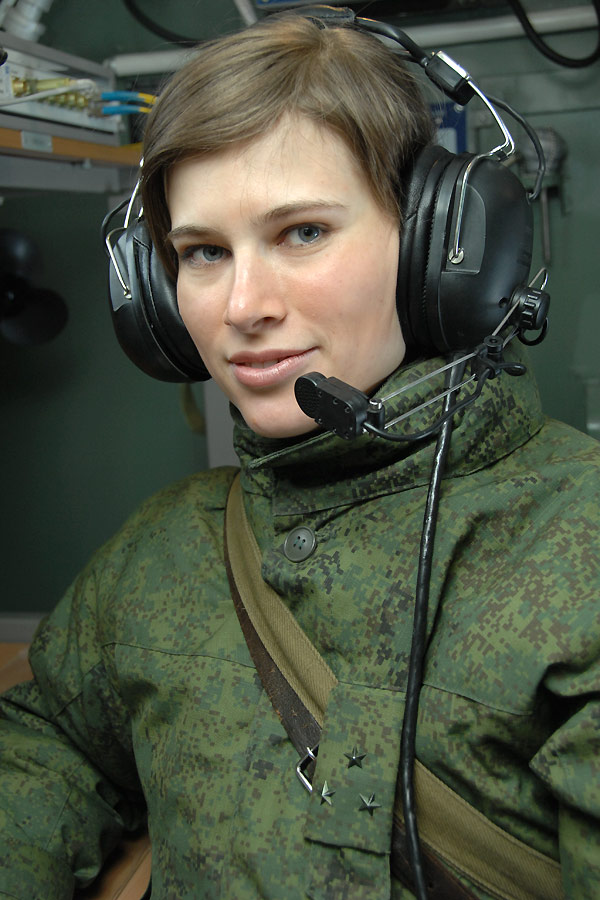
Старший лейтенант войск связи ВС России, 2012 год

С 2000 года по 2010 год численность женщин в российских вооруженных силах увеличилась почти вдвое — с 50 тыс. до 95 тыс. В 2009 году доля женщин в ВС России составила 7 % — 77,5 тыс. человек. В 2009 году 28 % из них проходили службу в медицинских учреждениях, 22,3 % были связистами, 16,5 % служили в штабах и около 25,2 % — в войсковом хозяйстве. На март 2021 года в Вооруженных силах России было около 40 000 военнослужащих-женщин (более 30 000 женщин служили по контракту солдатами и сержантами, около 7000 — прапорщиками и мичманами), еще около 270 000 женщин были гражданскими работниками вооруженных сил. Женщины-офицеры проходят службу в основном по медицинским специальностям, также они служат в войсках связи, финансовом секторе, в качестве военных переводчиков. Прапорщики-женщины в основном служат на должностях войскового хозяйства, штабных, медицинских, связи, финансовой службы, ремонта и хранения вооружения. Женщины-сержанты и солдаты, как правило, занимают должности радиотелефонистов, телефонистов, делопроизводителей. Женщин, проходящих службу, могут привлекать для несения боевого дежурства, либо участия в учениях, однако караульная, гарнизонная и внутренняя служба для них запрещена. Предельный возраст пребывания на военной службе для женщины в ВС РФ — 45 лет.

## Военное образование
На 2022 год в России действует 27 высших военных учебных заведений.

## Российские военные объекты за рубежом

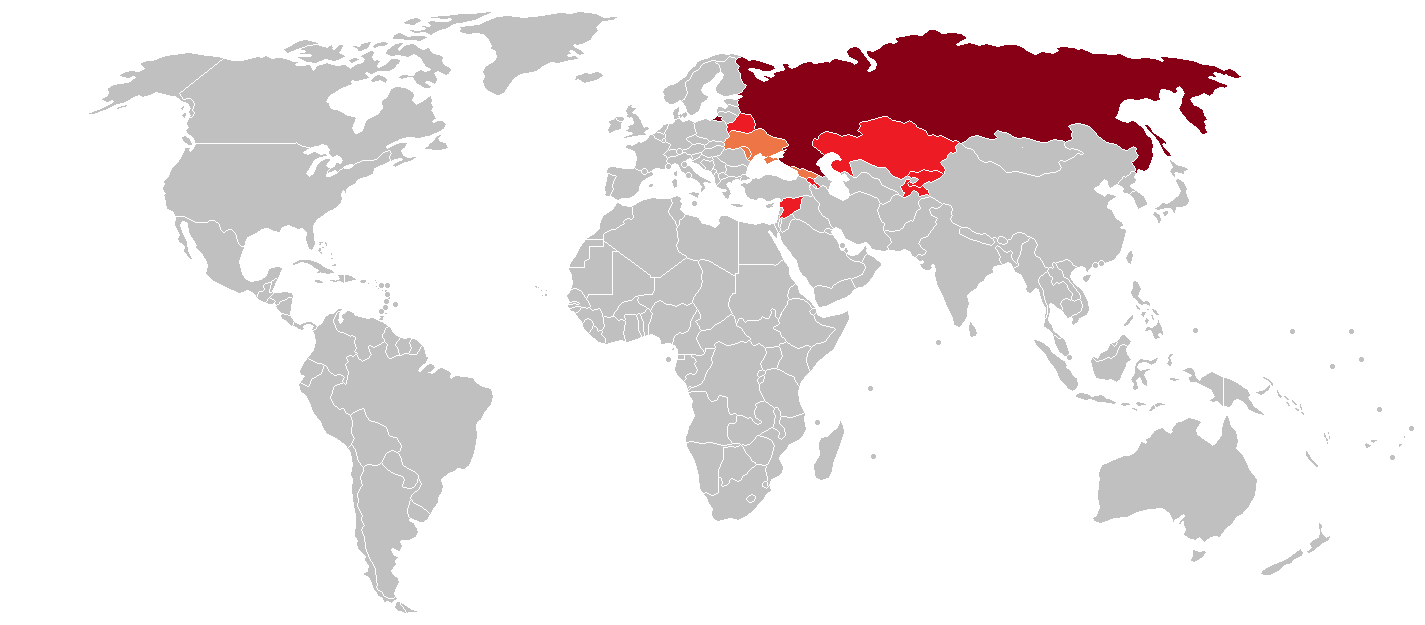
Военные базы России за рубежом (по состоянию на 2023 год):

Российские военные объекты за рубежом — различные формирования и объекты Вооружённых сил, расположенные вне территории Российской Федерации.
В 2003 году Министерство обороны Российской Федерации начало пересмотр ранее принятых решений о судьбе российских воинских контингентов за рубежом. На фоне происходящего сокращения и реформирования Вооружённых сил России, российские воинские контингенты в ближнем зарубежье сокращаются незначительно, одновременно усиливаясь новыми авиационными и другими высокотехнологичными вооружениями (высокоточной артиллерией, средствами связи и разведки).
По состоянию на 2025 год российские войска и военные базы присутствуют в ряде государств, ранее входивших в состав СССР:
- Армения (102-я военная база в Гюмри);
- Беларусь (радиолокационная станция «Волга» в Озеречье и 43-й узел связи в Вилейке);
- Грузия (7-я военная база в Абхазии и 4-я военная база в Южной Осетии);
- Кыргызстан (999-я гвардейская авиационная база на аэродроме Кант, 954-я испытательная база противолодочного вооружения в Караколе, 338-й узел связи ВМФ к северу от села Ойронду и 17-я радиосейсмическая лаборатория в Майлуу-Суу);
- Молдова (Оперативная группа российских войск в Приднестровье со штабом в Тирасполе);
- Таджикистан (201-я военная база);
- Украина (главная военно-морская база Черноморского флота в Севастополе, Объединённая группировка войск на оккупированных территориях).

## Оценки
По версии журнала Business Insider 2015 года, армия России по совокупности параметров занимает 2-е место в мире по боевой мощи после армии США и превосходит все другие армии мира по количеству танков и ядерного оружия.

…Military Times предприняли пространную попытку анализа вооружённых сил США и России и сравнили военные возможности и стратегии двух стран. Если вычленить суть статьи и изложить её понятным языком, то можно сказать, что в первую очередь её авторы отмечают бессмысленность сравнения американских и российских вооруженных сил — это как сравнивать яблоко с апельсином. Они разные, они выращены для разных целей. Россия — это евразийская сухопутная держава с интересами в Восточной Европе, Средней Азии и, частично, на Ближнем Востоке и Азиатско-Тихоокеанском регионе. Россия пытается обезопасить себя на огромных просторах Евразии. США — морская держава с глобальными интересами и сетью военных баз по всему миру, оторванных от дома десятками тысяч километров. Российские вооруженные силы — это силы обороны территории, сдерживания и срыва блицкригов. Вооруженные силы США — это инструмент быстрой атаки и глобальная логистическая сеть. Да, если смотреть просто на цифры, на бюджеты, то армия США превосходит российскую. Но в современной войне дело давно уже не в количестве, а в географии, политике и ландшафте театра военных действий. У США 10 авианосцев, у России всего один, но это ничего не значит, так как больше ей и не надо, по мнению Military Times. Зато у России есть модернизированная ядерная триада, великолепная система ПВО и неизвестные Западу, но внушающие опасения возможности радиоэлектронной борьбы. При сценарии безъядерного столкновения США и России американцам придется нелегко, чтобы преодолеть оборону России…— Илья Плеханов, «Военные новости: игры супердержав — кто кого?», Военные новости, не попавшие на первые полосы. Выпуск № 6 (66), ИноСМИ, 07.10.2015.
44-й президент США Барак Обама в феврале 2016 года назвал Вооружённые силы Российской Федерации второй по мощи армией в мире.
По оценке Международного института стратегических исследований на 2019 год, Россия поддерживает дееспособные обычные вооружённые силы и сохраняет второй по величине ядерный арсенал в мире. Задачами армии являются обеспечение суверенитета и территориальной целостности, а также сохранение и усиление влияния России в ближнем зарубежье и на Дальнем Востоке. Россия является ведущим членом ОДКБ и ШОС. Военные реформы, начатые в 2008 году, подчёркивали переход от призывной массовой мобилизационной армии к меньшей, более профессиональной армии. Это улучшило настрой военнослужащих, повысился престиж вооружённых сил. Вооружённые силы России могут самостоятельно развёртывать и поддерживать силы в глобальном масштабе, хотя при возрастании расстояний размер сил становится скромнее. Её военная интервенция в Сирию показывает, что Россия может развёртывать, поддерживать высокий оперативный темп использования реактивной и винтокрылой авиации, наряду с необходимой защитой авиабаз на земле. Россия продолжает модернизировать своё ядерное и конвенциональное оружие. Государственная программа вооружений-2020 стала в целом успешной, хотя некоторые из наиболее амбициозных целей в области закупок не были достигнуты. В рамках последующей ГПВ-2027 упор по-прежнему делается на модернизацию. Россия может проектировать, разрабатывать и производить передовые ядерные и обычные (конвенциональные) вооружения. Однако её военно-промышленный комплекс пострадал от недостатка инвестиций в 1990-е годы, а в последнее время от потери доступа к украинским производителям. Аэрокосмический сектор является особенно успешным с точки зрения экспорта, с продажей боевых самолётов и зенитных ракетных комплексов.

### Роль вооружённых сил в политике и обществе

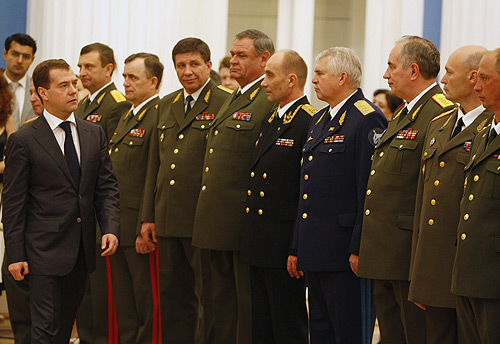
Д. А. Медведев с высшими офицерами

Согласно Федеральному закону «Об обороне», вооружённые силы составляют основу обороны государства и являются главным элементом обеспечения его безопасности. Вооружённые силы в России не являются самостоятельным политическим субъектом, не принимают участия в борьбе за власть и формировании государственной политики. При этом отмечается, что отличительной особенностью российской системы государственной власти является определяющая роль президента во взаимоотношениях власти и вооружённых сил, порядок которых фактически выводит вооружённые силы из-под отчёта и контроля как законодательной, так и исполнительной власти при формальном наличии парламентского надзора. В новейшей истории России отмечались случаи, когда её вооружённые силы прямо вмешивались в политический процесс и играли в нём ключевую роль: во время попытки государственного переворота в 1991 году и в ходе конституционного кризиса 1993 года. Среди наиболее известных политических и государственных деятелей России в прошлом действующими военнослужащими были Владимир Путин, бывший губернатор Красноярского края Александр Лебедь, бывший полномочный представитель президента в Сибирском федеральном округе Анатолий Квашнин, губернатор Московской области Борис Громов и многие другие. Возглавлявший в 2000—2004 годах Ульяновскую область Владимир Шаманов продолжил военную службу после сложения с себя полномочий губернатора.
Вооружённые силы являются одним из крупнейших объектов бюджетного финансирования. В 2011 году на цели национальной обороны было выделено около 1,5 трлн рублей, что составило более 14 % от всех расходов бюджета. Для сравнения, это втрое больше расходов на образование, вчетверо больше — на здравоохранение, в 7,5 раз больше — на ЖКХ и более чем в 100 раз больше — на охрану окружающей среды. Вместе с тем военнослужащие, гражданские служащие Вооружённых сил России, работники оборонного производства, сотрудники военных научных организаций составляют значительную часть экономически активного населения России.

### Отношение общества к Вооружённым силам
В декабре 2018 года генеральный директор Всероссийского центра изучения общественного мнения (ВЦИОМ) Валерий Фёдоров заявил о том, что за последние пять лет значительно улучшилось отношение к армии со стороны граждан Российской Федерации:
Изменения <…> в жизни армии 58 % [опрошенных] оценивают как позитивные… Только 6 % — как негативные.

### Нарушение прав человека и военные преступления
Вооружённые силы Российской Федерации не один раз обвинялись в нарушении прав человека и военных преступлениях.
- Amnesty International и Human Rights Watch зафиксировали военные преступления России в Чечне[178][179][180], Грузии[181][182], Украине[183][184][185] и Сирии[186][187][188][189].
- «Врачи без границ» также задокументировали военные преступления в Чечне[190].
- В 2017 году Управление Верховного комиссара ООН по правам человека (УВКПЧ) сообщило, что Россия применила кассетное и зажигательное оружие в Сирии, что представляет собой военное преступление в форме неизбирательных атак в районе гражданского населения[191].

## Проблемы

### Коррупция
В 2012 году в СМИ появился ряд публикаций и сообщений органов следствия об обнаружении в Министерстве обороны России и связанных с ним коммерческих структурах («Оборонсервис») многомиллионных хищений. Скандал стал причиной отставки 6 ноября 2012 года министра обороны Анатолия Сердюкова (ныне — председатель совета директоров ПАО «Роствертол»).

### Дезертирство
За 2017 год в России были найдены 614 военнослужащих, которые самовольно оставили части или место службы. Некоторые из дезертиров скрываются более 20 лет. Например, в 2018 году российским властям сдался младший сержант, который сбежал из части ещё в 1992 году. Тех дезертиров, которые попадают в руки властей, судят в уголовном порядке. Например, в 2016 году был осуждён на три года лишения свободы военнослужащий, который после побега скрывался от властей более 20 лет.

### Дедовщина
С начала 2019 года в армии России от командиров пострадали более 100 военнослужащих, рассказал на заседании в Совете Федерации заместитель главного военного прокурора Сергей Скребец. По его словам, растёт число преступлений с применением насилия, с посягательством на имущество и на бюджетные деньги.

### Уклонение от военной службы
За первое полугодие 2020 года в 1,7 раза увеличилось число случаев уклонения от военной службы путём симуляции болезни или иным способом, заявил на коллегии Главного военного следственного управления Следственного комитета России и. о. руководителя ведомства генерал-лейтенант юстиции Сергей Федотов.

## Санкции
16 декабря 2022 года, на фоне вторжения России на Украину, Вооружённые силы Российской Федерации внесены в санкционный список Евросоюза:

24 февраля 2022 года они начали агрессивную войну против Украины. Солдаты Вооружённых сил Российской Федерации совершали военные преступления и нарушения прав человека против граждан Украины, включая неизбирательное применение взрывчатых веществ в населенных пунктах и нападения на гражданских лиц, пытавшихся спастись бегством. В районах, оккупированных Вооружёнными силами Российской Федерации, имели место многочисленные казни, незаконное лишение свободы, пытки, жестокое обращение, изнасилования и другое сексуальное насилие. Таким образом, Вооружённые силы Российской Федерации несут ответственность за материальную поддержку действий, которые подрывали или угрожали территориальной целостности, суверенитету и независимости Украины.— «Официальный журнал Европейского союза», Брюссель, 16 декабря 2022 года
Ранее, 3 марта 2022 года, Вооружённые силы Российской Федерации «и все действующие соединения, где бы они ни находились» внесены в санкционный список США.
Также Вооружённые силы Российской Федерации внесены в санкционный список Швейцарии и Австралии.